# Mobiliario Luis XV

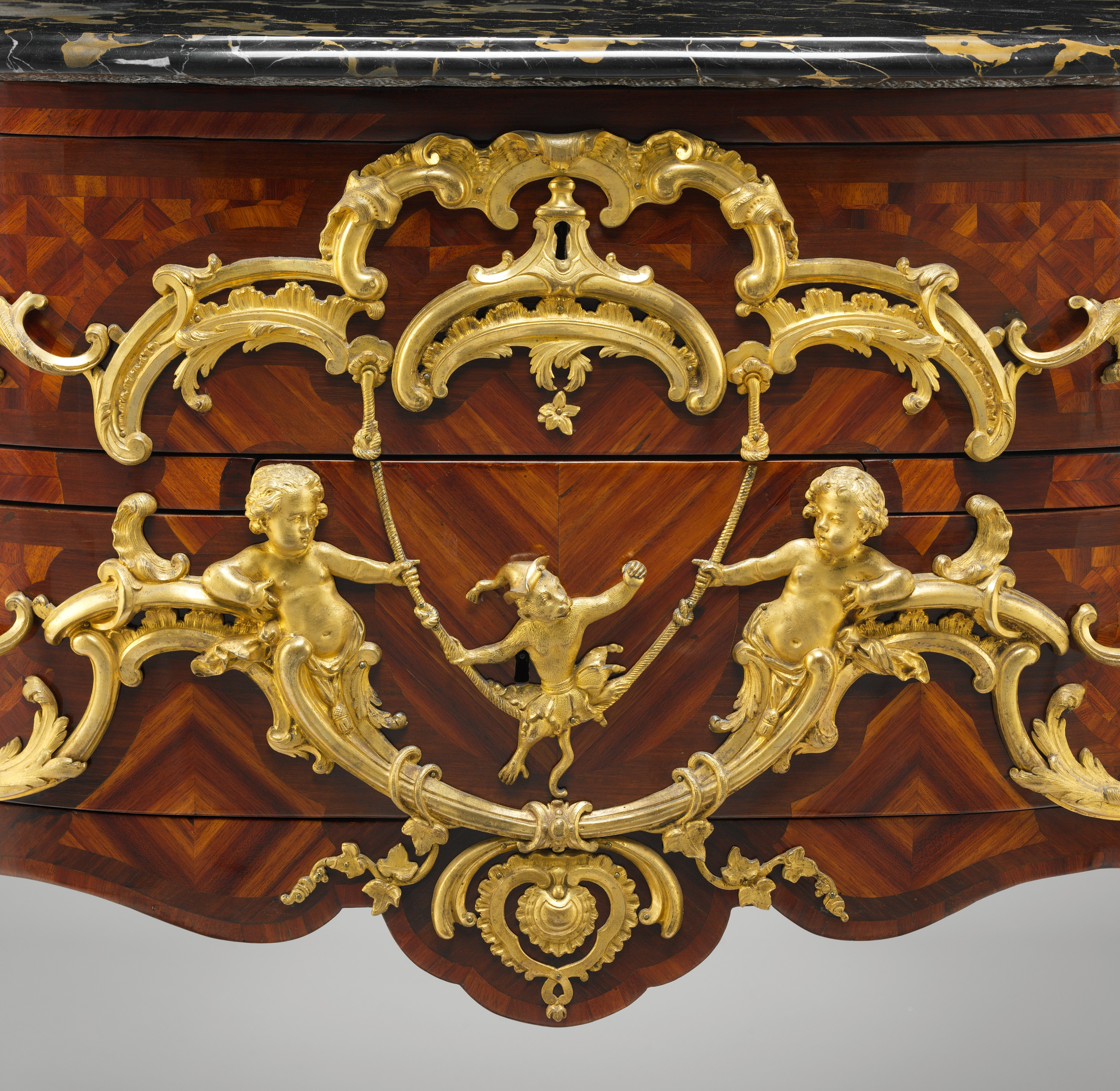
Decoración de la cómoda atribuida a Charles Cressent (1745-49)

El mobiliario del período Luis XV (1715-1774) se caracteriza por formas curvas, ligereza, comodidad y asimetría; reemplazó los muebles más formales, en forma de caja y macizos del estilo Luis XIV. Empleaba marquetería, utilizando incrustaciones de maderas exóticas de diferentes colores, así como marfil y nácar.
El estilo tuvo tres períodos distintos. Durante los primeros años (1715-1730), llamados Regencia, cuando el rey era demasiado joven para gobernar, los muebles siguieron el estilo geométrico y macizo del estilo Luis XIV. Desde 1730 hasta alrededor de 1750, el período conocido como el primer estilo, fue mucho más asimétrico, ornamentado y exuberante, en la moda llamada rocaille. Aproximadamente desde 1750 hasta la muerte del rey en 1774, se produjo una reacción contra los excesos de la rocalla. El estilo Luis XV mostró las influencias del Neoclasicismo, basado en recientes descubrimientos arqueológicos en Italia y Grecia. Presentaba motivos romanos y griegos. Los muebles posteriores presentaban elementos decorativos de Chinoiserie y otros estilos exóticos.
Los muebles de Luis XV no se diseñaron para los grandes salones del palacio de Versalles de Luis XIV, sino para los salones más pequeños e íntimos creados por Luis XV y por sus amantes, Madame de Pompadour y Madame DuBarry. Incluyó varios tipos nuevos de muebles, incluidos el inodoro y el tocador, y muchas piezas, en particular sillas y mesas, fueron diseñadas para moverse fácilmente, reorganizarse o moverse de una habitación a otra, según el tipo de función.

## Historia
Con la muerte de Luis XIV el 1 de septiembre de 1715, su nieto, Luis XV, nacido en 1710, se convirtió en rey. Debido a su corta edad, Francia estuvo gobernada por un regente, Felipe de Orleans, hasta 1723. Durante este período, el estilo de los muebles cambió poco con respecto al período Luis XIV; era enorme, lujosamente decorado y solemne, diseñado para los gigantescos salones de estado del nuevo Palacio de Versalles . En 1722, Luis XV se mudó de París, donde había vivido con el Regente, a Versalles, comenzó su propio gobierno y gradualmente impuso su propio gusto en las artes, la arquitectura y el mobiliario.
Louis dejó el exterior de Versalles y los otros palacios prácticamente sin cambios, pero a partir de 1738 rediseñó ampliamente los interiores, creando los petits apartments, o apartamentos y salones más pequeños para él, la reina, Marie Leszczyńska, con quien se casó en 1725, y más tarde., para sus principales amantes, Madame Pompadour y Madame du Barry. En estos salones se abandonó la etiqueta y formalidad tradicional de Luis XIV. Estas nuevas suites de habitaciones más pequeñas fueron amuebladas con un nuevo estilo que satisfacía las necesidades de comodidad, intimidad y elegancia. A partir de alrededor de 1730, su preferencia fue por el estilo llamado rocaille, un término que se refiere a una decoración ornamental que se asemeja a una concha marina estilizada, un estilo que expresa alegría y fantasía. El adorno apareció raramente en los exteriores de los nuevos edificios, pero profusamente en los interiores, en las paredes, techos y muebles. Los arquitectos Robert de Cotte y Ange-Jacques Gabriel rehicieron los interiores del Palacio de Versalles, el Palacio de Fontainebleau y el Castillo de Compiègne en el nuevo estilo.
Pronto aparecieron en París residencias palaciegas con interiores de rocalla. Incluyeron el Hôtel Soubise en París (ahora los Archivos Nacionales) en 1705; el Hôtel Matignon (hoy residencia del Primer Ministro francés) en 1721, de Jean Courtonne; y el Hôtel Biron (ahora Musée Rodin ) de Jean Aubert. También aparecieron en las provincias francesas, la residencia real de Emmanuel Héré en Nancy, y también en Aix-en-Provence y Burdeos. Todos estos edificios presentaban habitaciones dispuestas en el nuevo estilo; los dormitorios adquirieron una nueva importancia y fueron rodeados por antesalas y gabinetes más pequeños, incluido un tipo de habitación completamente nuevo, el comedor. Todos ellos necesitaban muebles nuevos que combinaran con el nuevo estilo y disposición.
Durante un cuarto de siglo, los diseños de muebles de estilo rocaille fueron dominantes, particularmente bajo la influencia de Juste-Aurèle Meissonier (1695-1750), el arquitecto nacido en Italia que se convirtió en arquitecto real y diseñador de Luis XV, y el ornamento diseñador Nicolás Pineau (1684-1754). Bajo su influencia, las líneas rectas desaparecieron, reemplazadas por curvas, los adornos perdieron toda simetría y aparecieron guirnaldas de flores por todas partes. Aparecieron en profusión diseños inspirados en el arte chino y otras fuentes exóticas, aunque el estilo rocaille nunca alcanzó el exceso de exuberancia del estilo rococó que apareció en Italia, Austria y Alemania.
En la década de 1740, el estilo comenzó a cambiar lentamente; la decoración se volvió menos extravagante y más discreta. En 1754, el hermano de Madame de Pompadour, el marqués de Marigny, acompañó al diseñador Nicolas Cochin y una delegación de artistas y eruditos a Italia para ver los recientes descubrimientos en Pompeya y Herculano, e hizo un gran recorrido por otros monumentos clásicos. Regresaron llenos de entusiasmo por un nuevo estilo clásico, basado en los monumentos romanos y griegos. En 1754 publicaron un manifiesto contra el estilo Rocaille, llamando a la vuelta al clasicismo. Marigny, después de la muerte de Luis XV, se convirtió más tarde en director de edificios de Luis XVI.
Entre 1755 y 1760, las formas de los muebles y la decoración de interiores comenzaron a cambiar en lo que se conoció como el Segundo Estilo Luis XV, o el Estilo de Transición. La decoración rocaille se mantuvo, pero se volvió más discreta y sobria. En segundo lugar, la nueva ola de entusiasmo por la antigua Grecia y Roma trajo una serie de nuevos temas decorativos, aunque las líneas de los muebles no cambiaron mucho. Esto marcó el comienzo de lo que se convirtió en el neoclasicismo francés o estilo Luis XVI.

## Diseñadores
Los primeros diseñadores de muebles bajo Luis XV durante la Regencia incluyeron a Claude III Audran, quien había sido responsable del diseño de muebles bajo Luis XIV; Pierre Lepautre, quien en 1699 se convirtió en diseñador jefe de Luis XIV, y Gilles-Marie Oppenordt, nacido en Holanda, quien se convirtió en el diseñador de muebles del Regente. Los diseños de Opponordt en 1714 para la decoración del Hotel de Pomponne en la Place des Victoires, con formas curvas en S y C, ayudaron a presentar el nuevo estilo a los parisinos. Otra figura importante en la introducción del nuevo estilo fue el pintor Watteau, antiguo alumno de Audran, quien, además de sus famosas pinturas, realizó diseños arabescos para la carpintería del nuevo castillo de La Muette.

En la década de 1730, los diseñadores notables incluyeron al escultor y arquitecto Nicolas Pineau y al joyero Juste-Aurèle Meissonnier; su trabajo presentaba una mayor cantidad de asimetría, elementos de torsión de diseño floral y contracurvas. En 1736, el tallador y escultor de joyas Jean Mondon publicó Premier Livre de form rocquaille et carte, el primer libro específicamente sobre el estilo, y fue uno de los primeros en incluir elementos de Chinoiserie, en particular dragones, un fénix y otras figuras. Los grabados de sus diseños para muebles, carpintería y otras decoraciones circularon ampliamente por toda Europa, convirtiendo el estilo rocalla en un modelo a seguir para los artistas y artesanos de otros países.

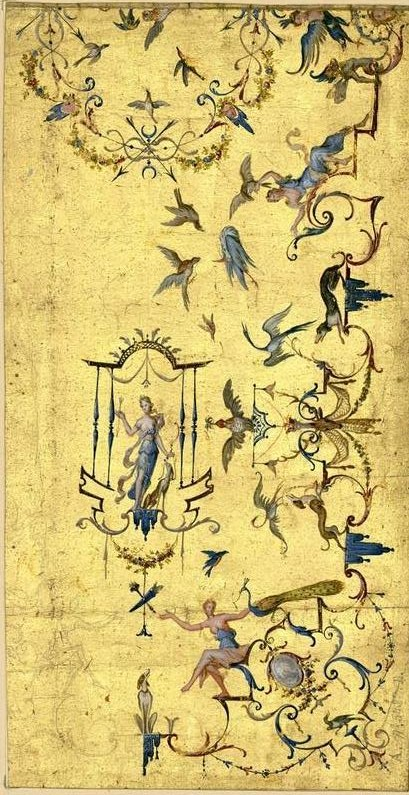
Diseño arabesco de Claude III Audran (alrededor de 1700)
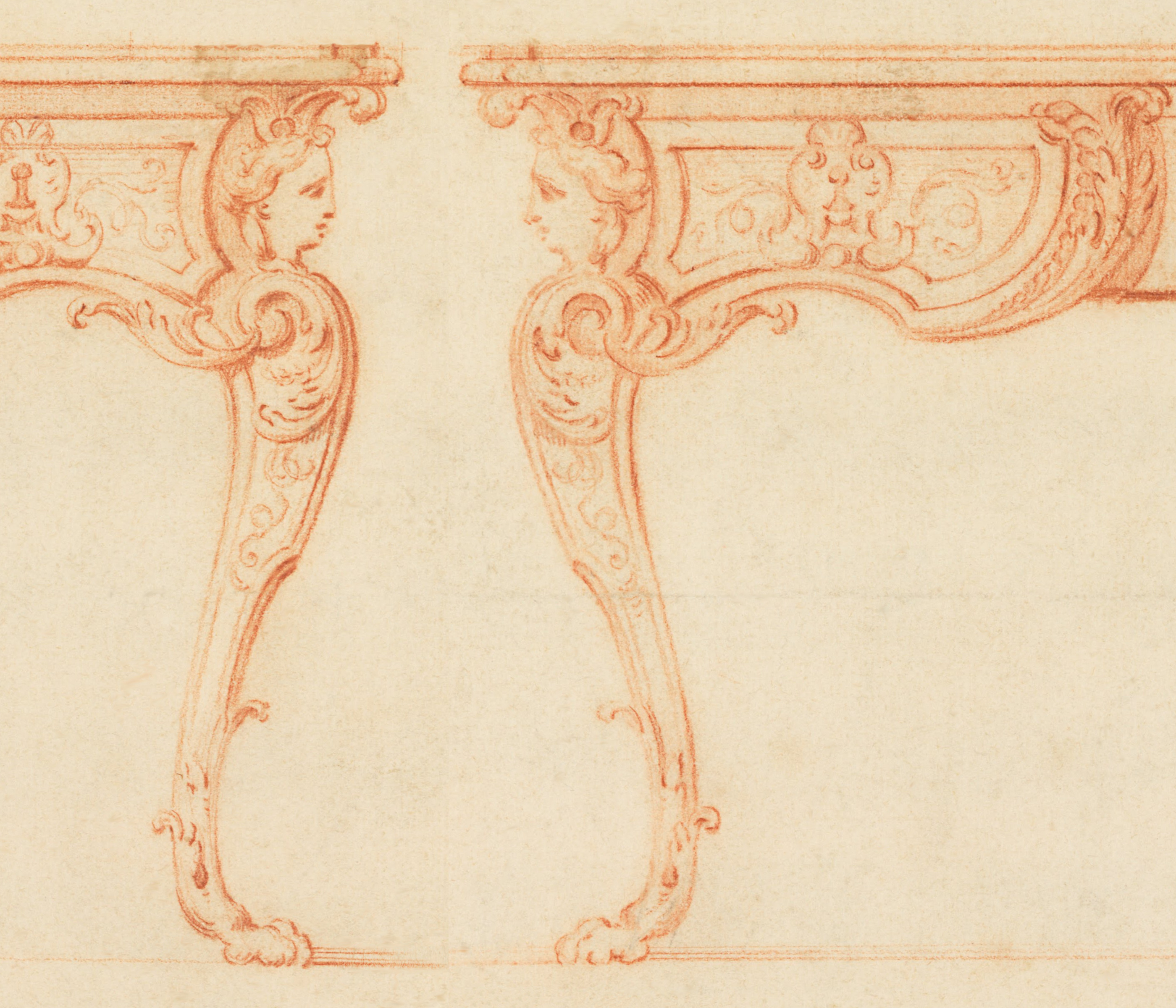
Diseño para un escritorio de Gilles-Marie Oppenordt (1675-1700)
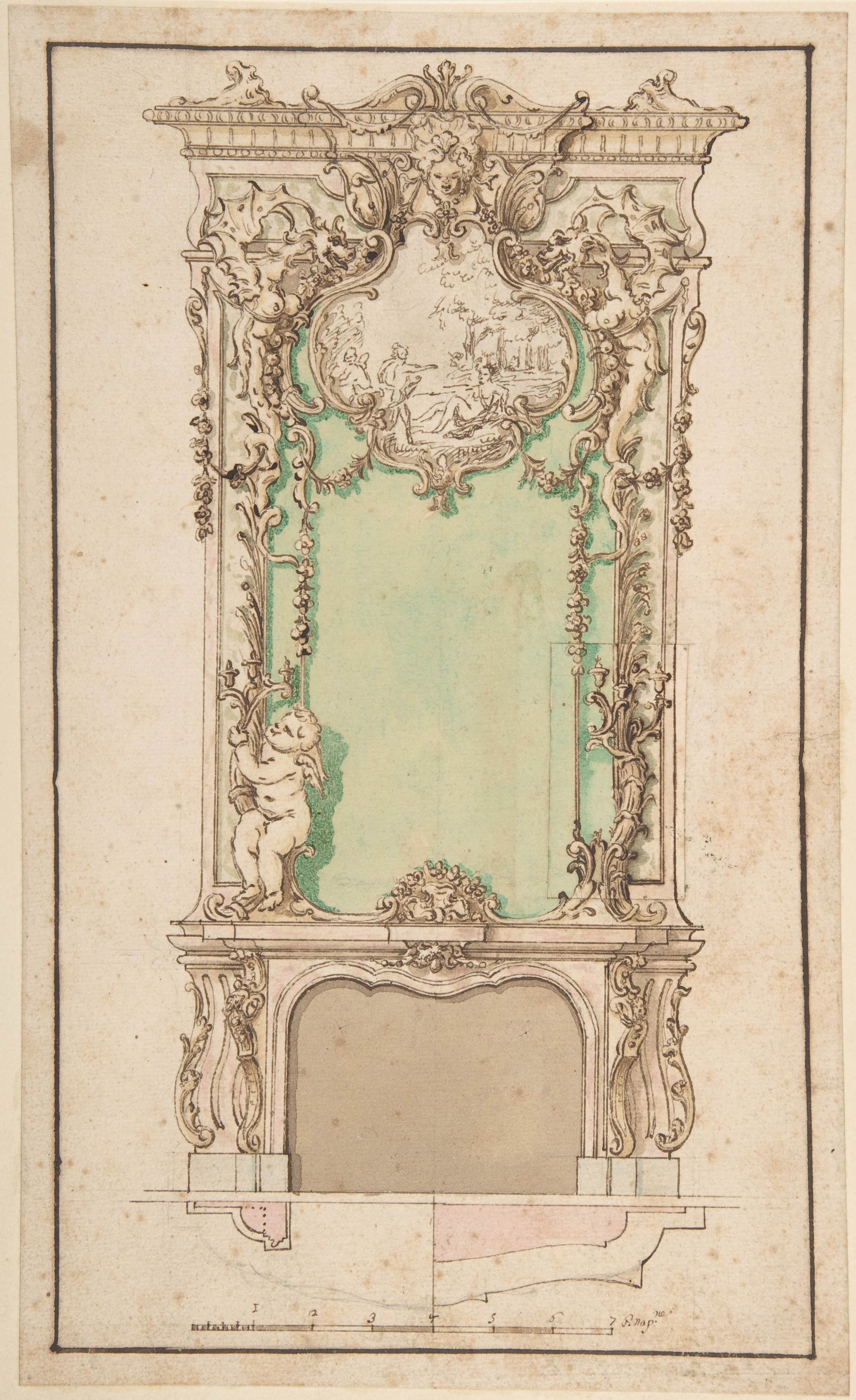
Diseño para una repisa de chimenea de Nicolas Pineau (principios del siglo XVIII)
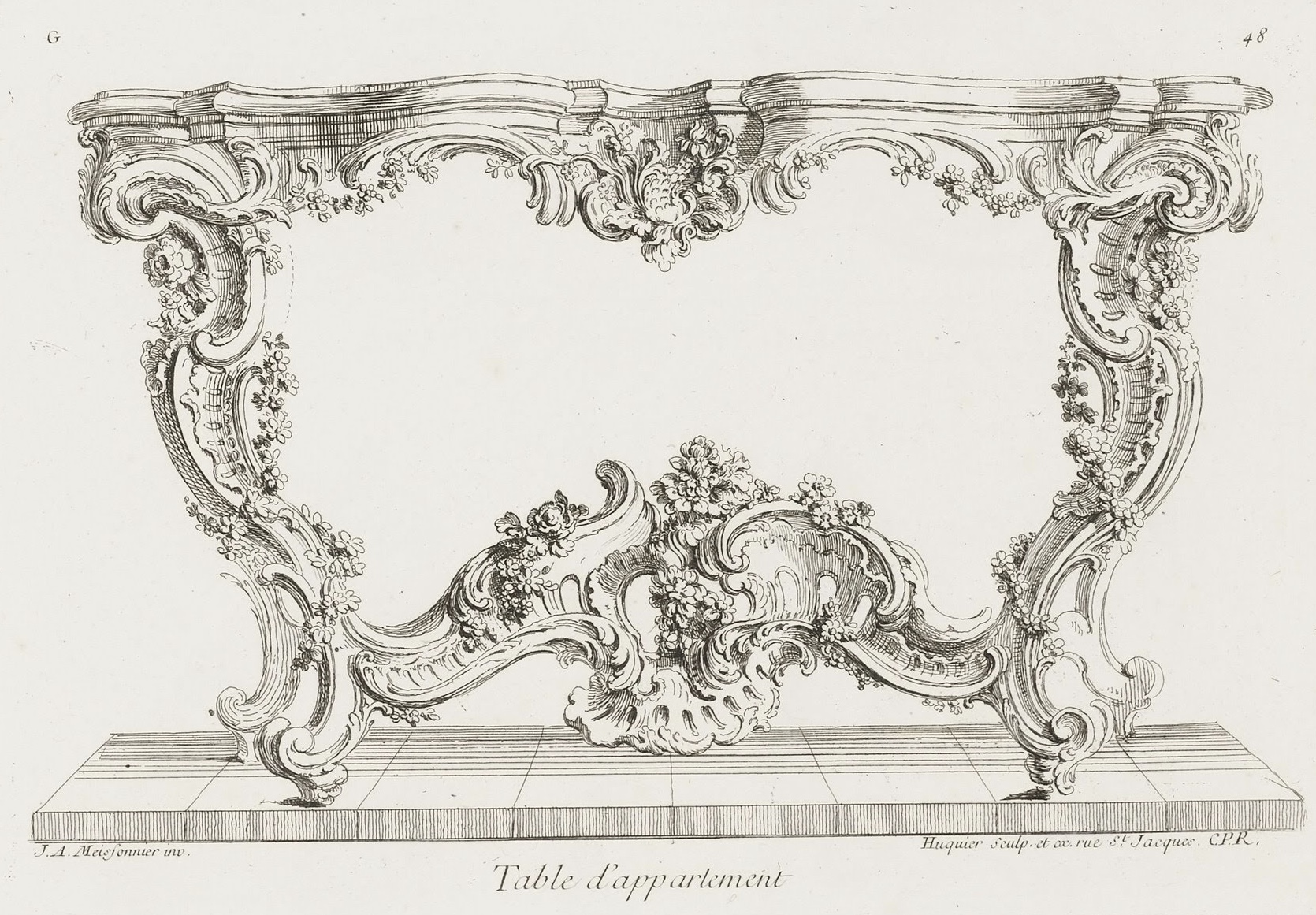
Diseño de mesa auxiliar de Juste-Aurèle Meissonnier (alrededor de 1739)
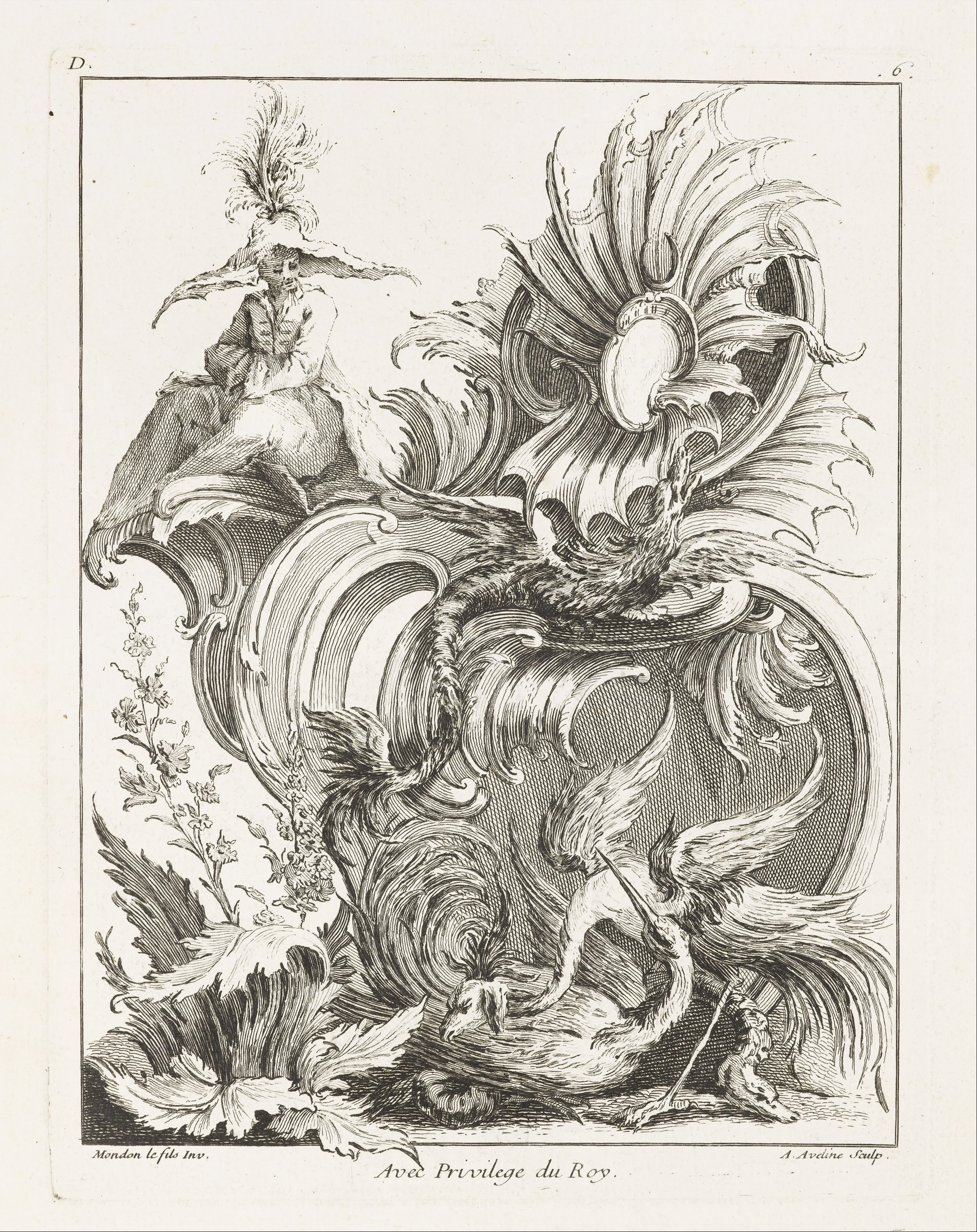
Diseño Rocaille con Figura China de Jean Mondon (1736)

## Artesanos

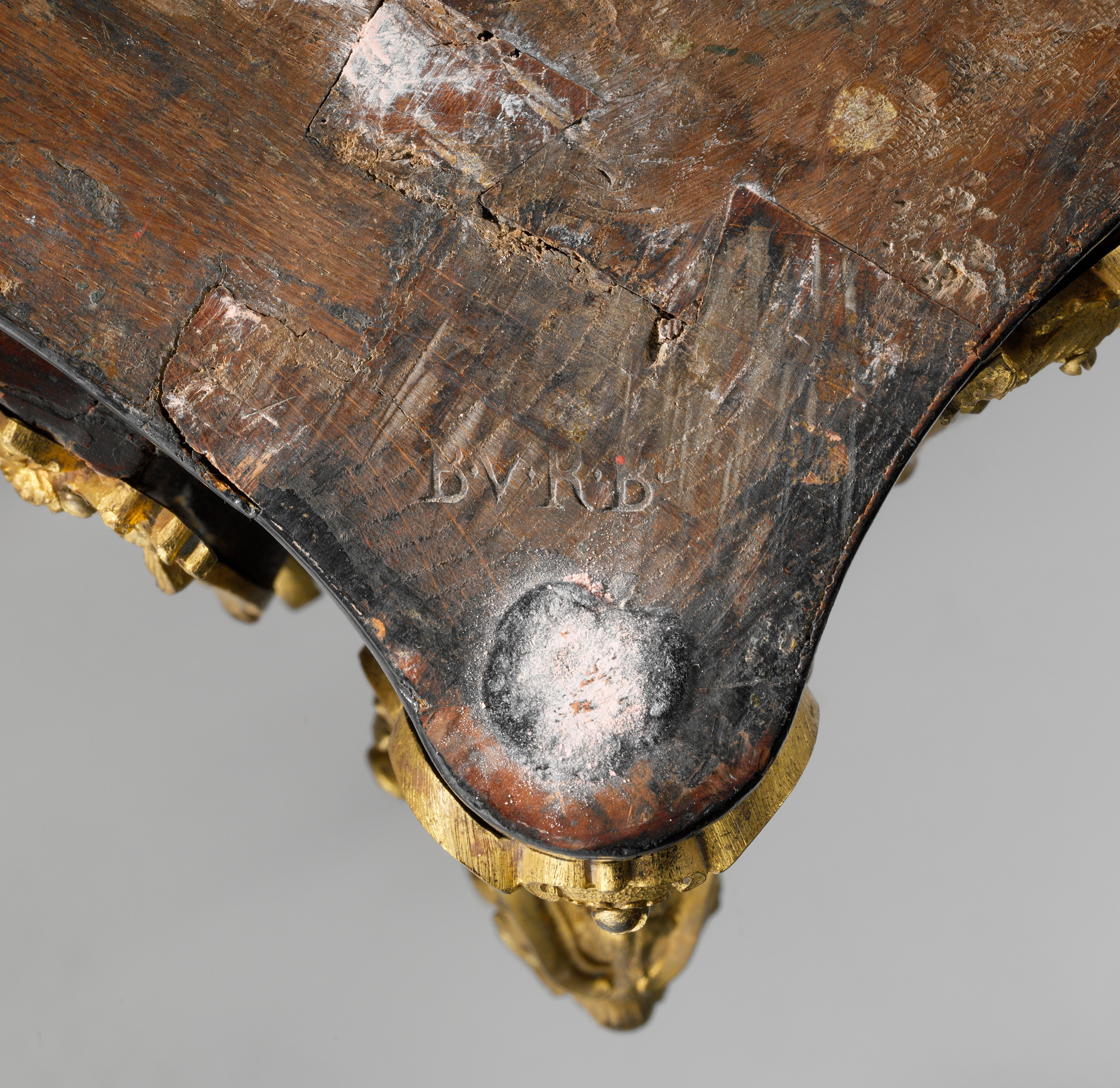
Estampille o firma bajo la parte superior de la mesa de Bernard II van Risamburgh

Los muebles Louis XV fueron creados por la colaboración de una red compleja de diseñadores y artesanos. El Menuisier, hizo el entramado de madera del mueble, que se mantenía unido por su estructura y chevilles o tacos de madera; el uso de clavos o pegamento estaba prohibido. El ebenista luego cubrió el marco y las maderas nativas con finas piezas de maderas exóticas, llamadas marquetería. En el reinado de Luis XIV, el ébano se usaba con mayor frecuencia para este revestimiento, pero, a partir de 1675-1680, se usaron maderas más exóticas y coloridas, que podían dar efectos más pintorescos. A veces se colocaban en diseños cúbicos, o tableros de ajedrez, o representaban arabescos, motivos florales, trofeos o escenas pintorescas. Originalmente, las placas tenían alrededor de un centímetro de espesor, pero al final del período, las placas tenían solo un poco más de dos milímetros de espesor. Luego los muebles eran completados por los bronceadores, quienes hacían las manijas y pomos; los doreurs que los doraban; los fondeurs, que hacían trabajos en metal; los cinceladores o escultores de madera, que realizaban los detalles decorativos, patas y otras tallas; los laqueurs y vernisseurs, que aplicaban múltiples capas de laca o barniz.
Después de 1751 cada obra fue firmada por el maestro artesano que supervisó la obra. Esta marca, llamada Estampille, utilizaba un hierro calentado para marcar la pieza con las iniciales del maestro. Por lo general, se colocaba en la parte posterior del travesaño trasero de las sillas, debajo del mármol de las cómodas y las secretarias, y debajo de las mesas circundantes. a menudo faltan marcas, ya sea olvidadas por el artesano o desfiguradas. Dado el alto valor de las piezas firmadas por afamados artesanos, las Estampilles falsificadas no son desconocidas.

## Sillas y sofás
Entre 1769 y 1775, el diseñador de muebles André Jacob Roubo publicó una serie de libros de grabados llamados L'Art du menusier, detallando las categorías y estilos. Dividió las sillas en dos categorías; los de espalda recta, llamados á la Reine, y los de espalda redondeada, llamados en cabriolet . Las sillas descapotables solían ser más ligeras, a menudo tenían asientos y respaldos de mimbre y se podían mover con facilidad. Incluyó algunos estilos nuevos, en particular, el voyeuse, una silla pequeña con un apoyabrazos en la parte posterior, por lo que la persona sentada podía mirar hacia adelante o darse la vuelta y sentarse a horcajadas en la silla con los brazos en el respaldo de la silla.
Los fauteuils, o sillones, eran más grandes y estaban pensados para la comodidad; sus estilos evolucionaron durante el reinado de Luis XV. Durante los primeros años de la Regencia (1715-23) los sillones tenían patas cortas y curvas, la parte superior del respaldo estaba ligeramente curvada, mientras que los soportes del respaldo y los brazos eran rectos. Los sillones del período Luis XV medio (1723-1750) eran más pequeños que los del período Luis XIV, pero más cómodos. Las piernas eran más curvas, la parte superior de la espalda era redondeada y, a menudo, tenía un pequeño diseño ornamental. El respaldo de la silla tomó una forma de violín más elegante. Esta forma se conoció como Chaise à la Reine, o "Silla de la Reina".
Apareció una variedad de otras formas nuevas, diseñadas especialmente para la comodidad. El Bergere tenía un asiento bajo con un cojín adicional y, a veces, agregaba alas acolchadas sobre los brazos a ambos lados del respaldo que protegían la cabeza contra las corrientes de aire, lo que también facilitaba las siestas. Otros nuevos tipos que se introdujeron fueron el marquise, básicamente un sillón expandido para acomodar a dos personas, y el chaise longue, un sillón con un asiento alargado para apoyar las piernas, y el Duchesse, donde se podían combinar dos sillas con una extensión entre ellos. Otro nuevo tipo fue el Fauteuil de cabinet, un tipo de silla diseñada para ir con un escritorio y para proporcionar más comodidad al escribir. Por lo general, estaba tapizado en cuero sujeto con clavos dorados al marco, tenía ángulos redondeados y una pata de la silla se colocaba al frente, otra directamente detrás, para una mayor estabilidad. El respaldo y los brazos curvos de la silla envolvían a la persona sentada.
La pasión por lo oriental y exótico pronto influyó en los muebles. Se introdujo un nuevo tipo de asiento, La Sultane, con dos plazas; otro tipo llamado otomano, con el respaldo en forma de góndola y brazos que envuelven el asiento ovalado, y otra variedad, llamada la papose , sin brazos ni espalda; y finalmente Le Sofa, que presentaba cojines que se podían mover y reorganizar.

La última fase del estilo Luis XV, la transición gradual hacia el neoclásico, tuvo un efecto limitado en las sillas. Se mantuvieron las formas básicas, pero la decoración tomó cada vez más la forma de guirnaldas de flores llamadas l'ántique en un ritmo repetitivo, que se oponía a la forma sinuosa de las patas y el marco tallados.

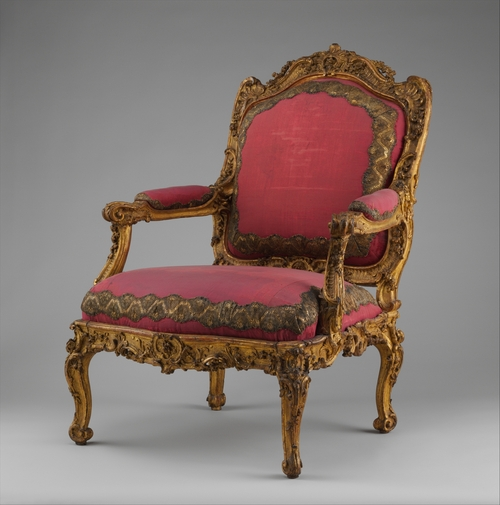
Sillón de Nicolas-Quinibert Foliot (1749)
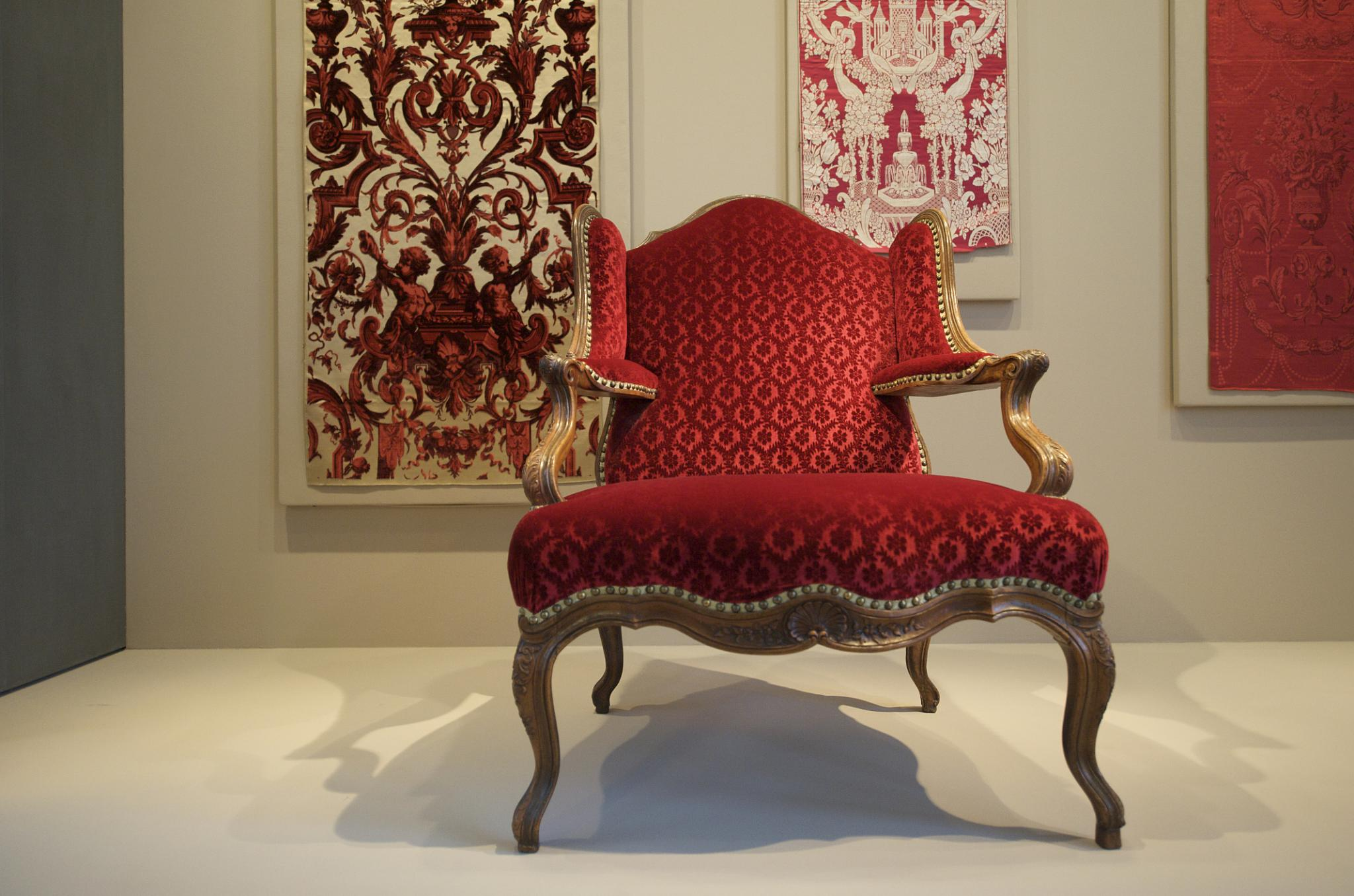
Sillón con alas acolchadas (alrededor de 1750)
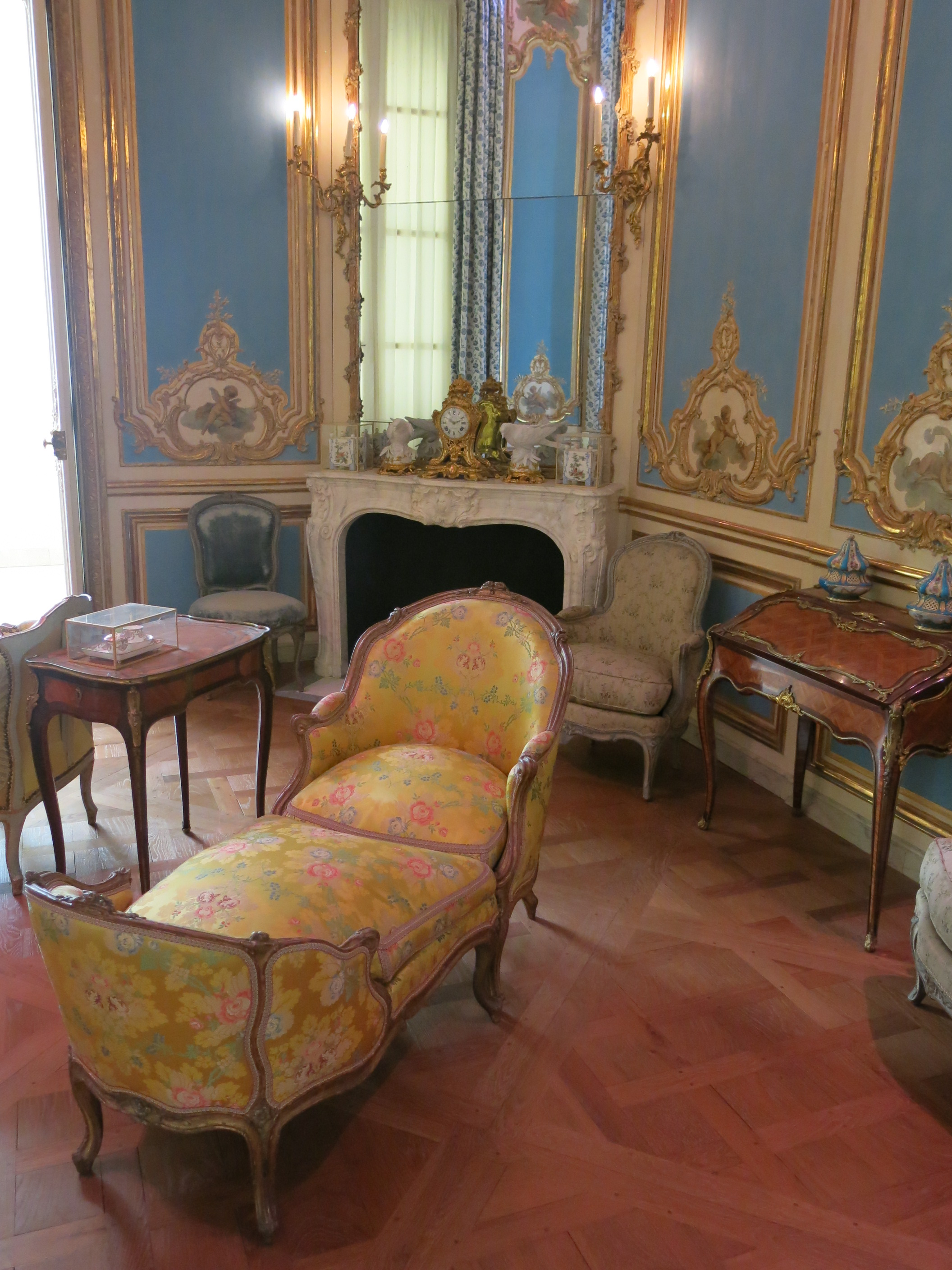
Salón Luis XV con asiento dividido Duchesse (1760-65) (Louvre)
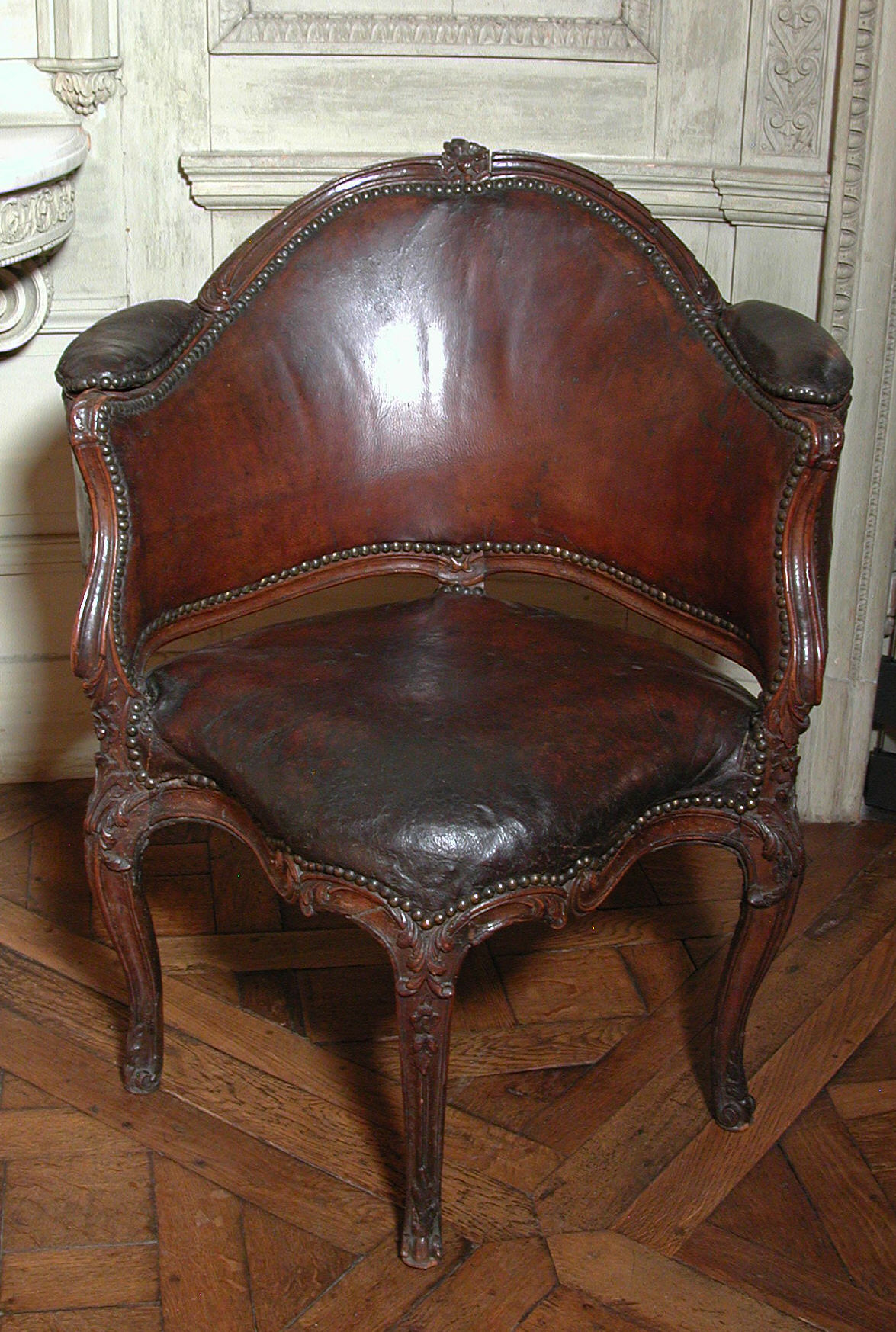
Fauteiul de Bureau o silla de escritorio (c. 1750)
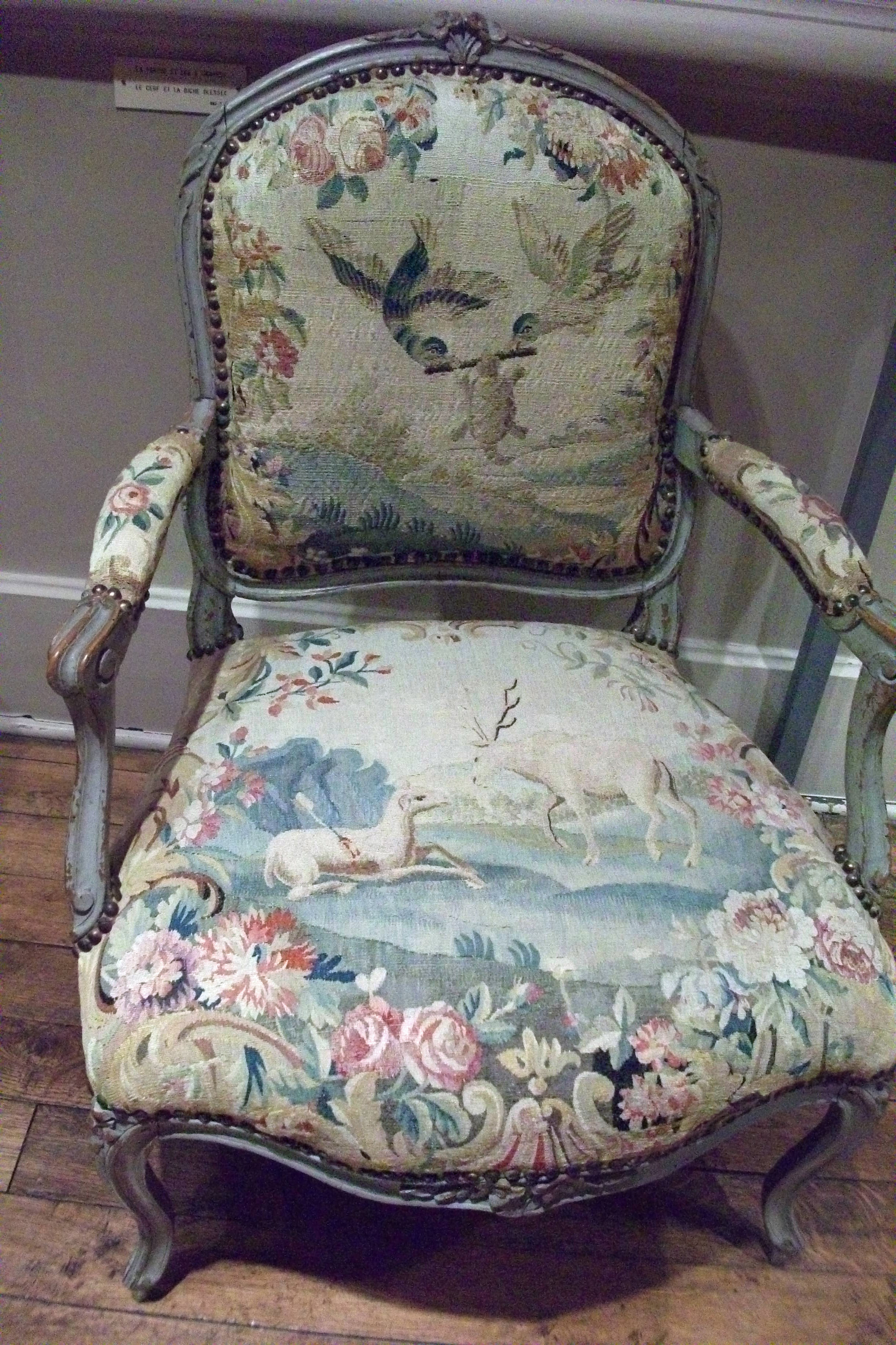
Sillón Luis XV con tapiz de Beauvais
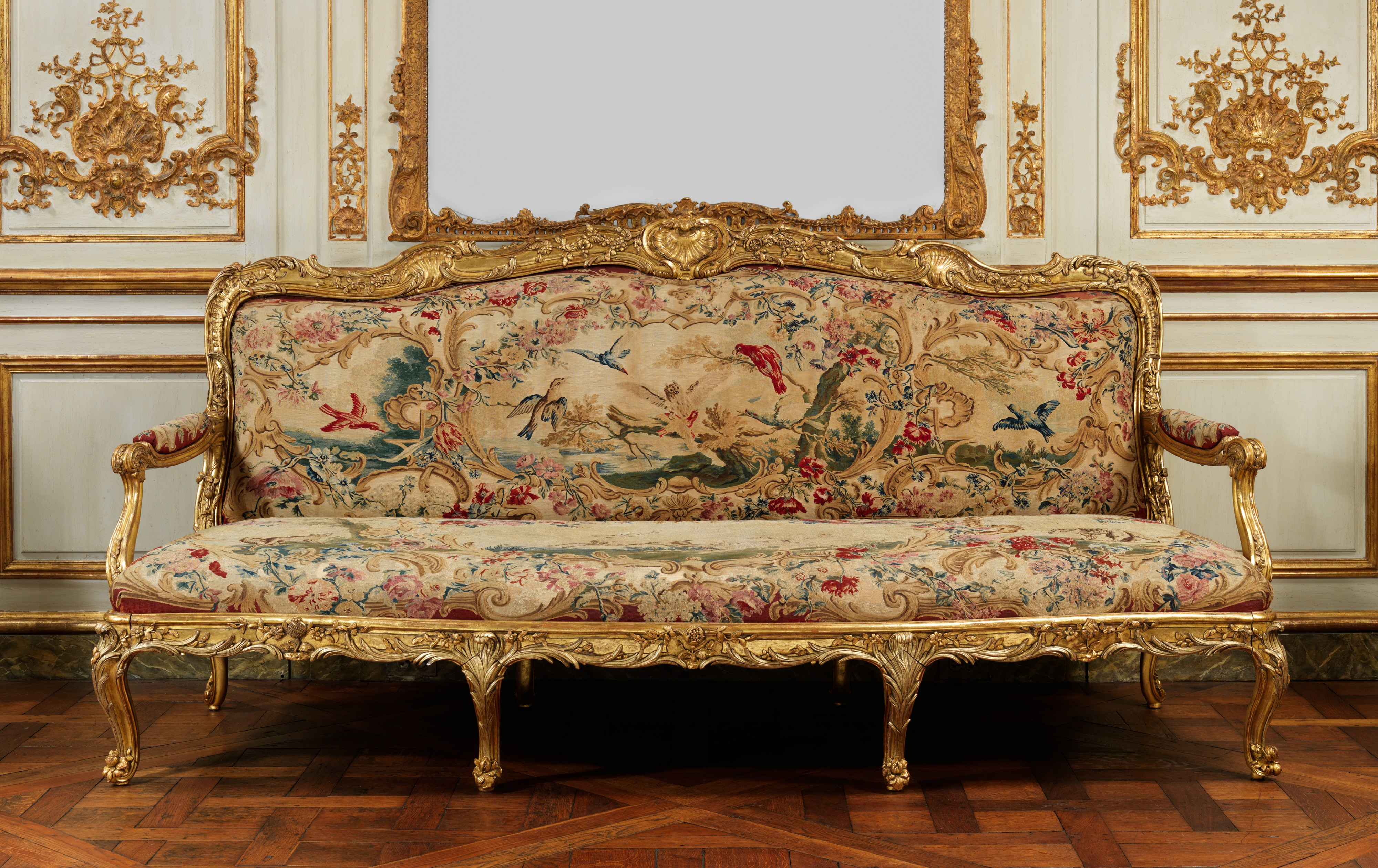
Canapé de Jean Baptiste Oudry (1754-56) Museo Metropolitano
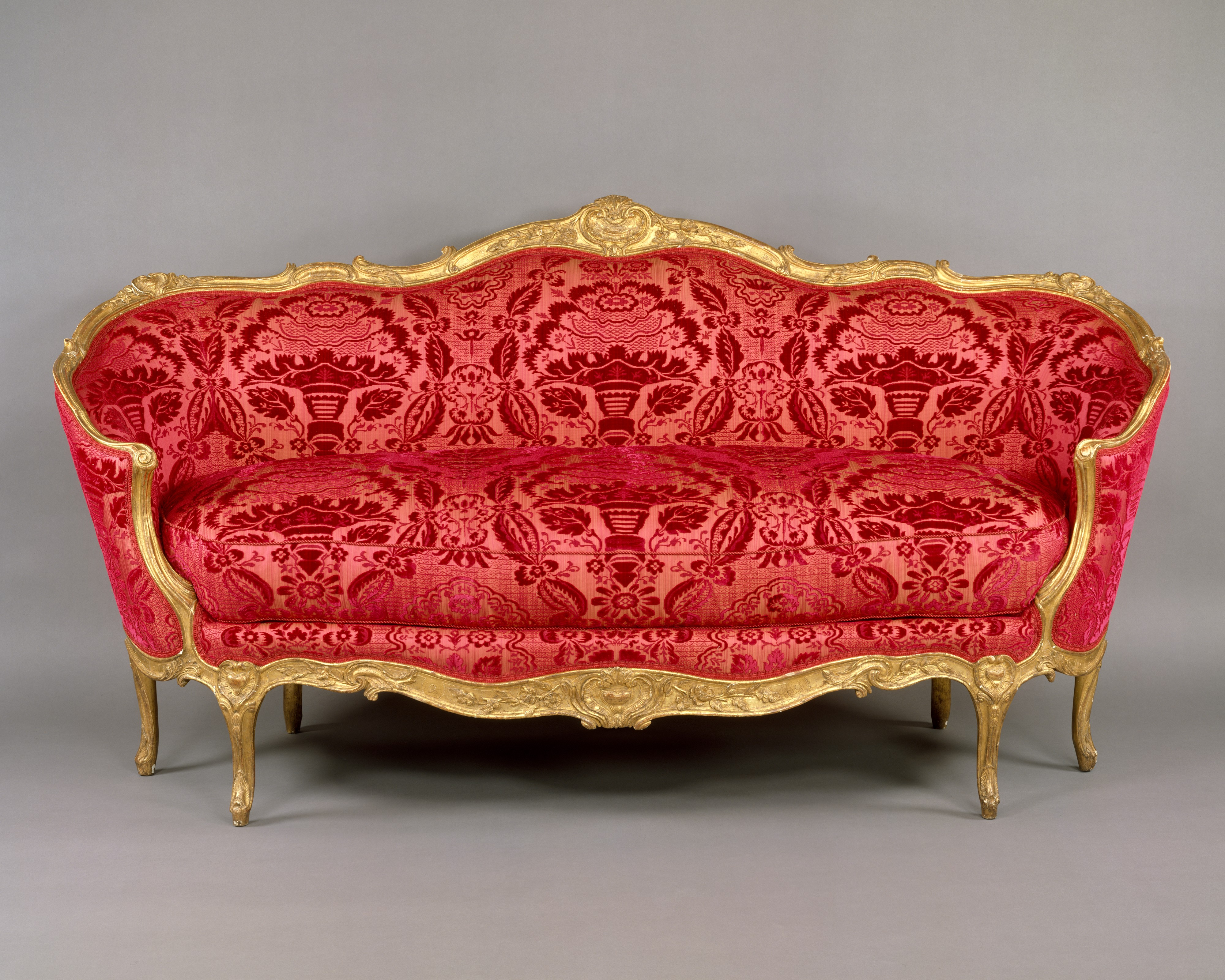
Un sofá otomano ( 1750-60 ) de Jean Baptiste Tilliard, en forma ovalada, un ejemplo del estilo Turquesa o Turco
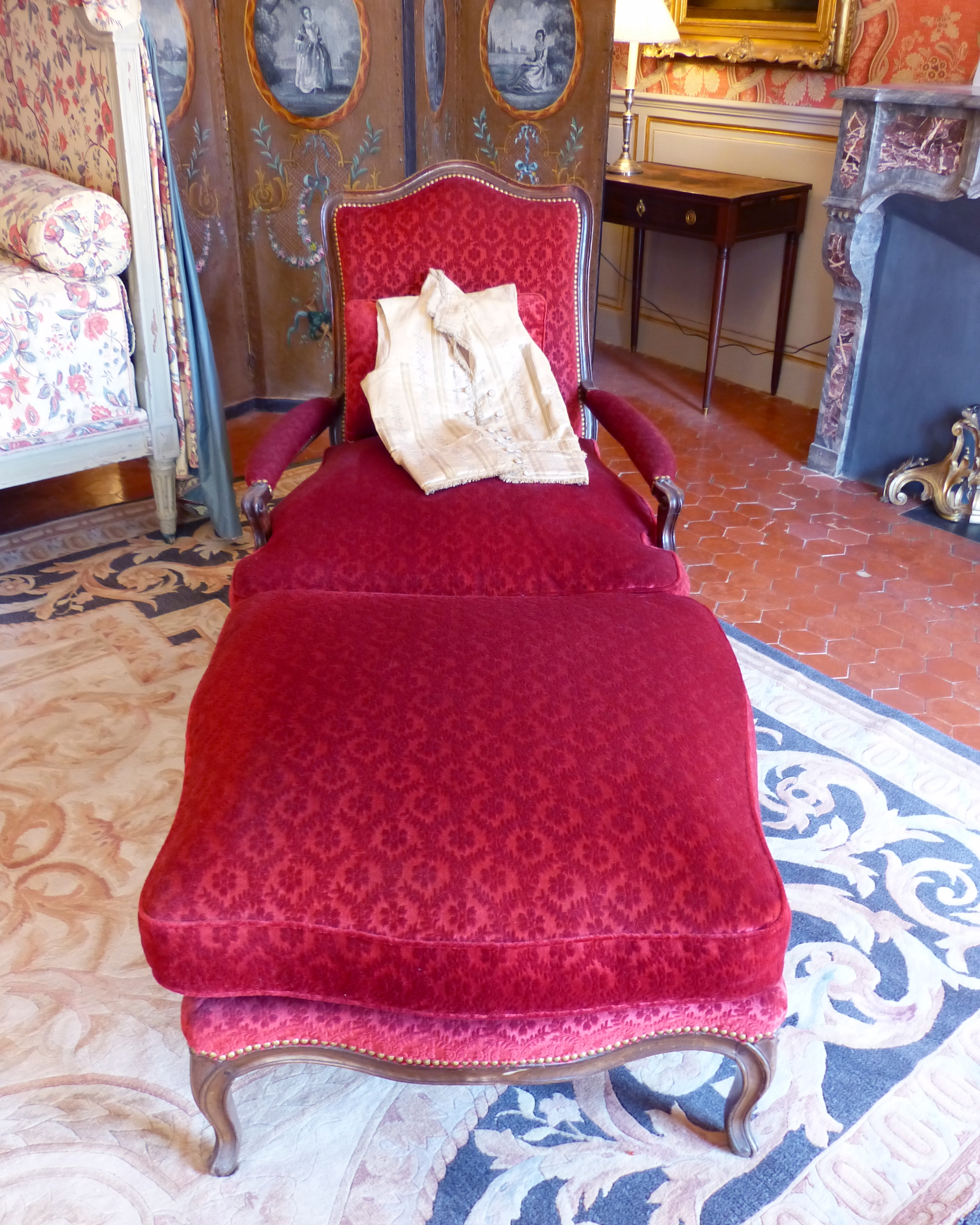
Una chaise-longue, con silla separada y extensión. (Hotel de Caumont, Aix-en-Provence)

## Consolas y mesas
La Table en console o Consola, fue diseñada para colocarse contra una pared, a menudo frente a un espejo, y sujetar estatuillas u objetos de porcelana. Fue uno de los muebles más lujosamente decorados de principios del período Luis XV. Por lo general, estaba hecho de roble, tallado y dorado, y empapado con decoración de rocalla, generalmente en forma de conchas marinas y follaje. Las patas en forma de S exagerada o S invertida. La estructura de soporte debajo de la mesa también estaba muy decorada, a veces sosteniendo objetos de porcelana y figuras esculpidas de dragones u otros animales míticos. La cara de la mesa a menudo tenía máscaras de rocalla. ag rocaille inspirado en conchas marinas y follaje. Por lo general, tenían una placa de mármol de colores en la parte superior.
Otro estilo popular de mesa fue el escritorio plat, o escritorio plano. Fue introducido por André-Charles Boulle alrededor de 1710 a finales del reinado de Luis XIV, como reemplazo del escritorio montado sobre dos columnas de cajones. Las primeras versiones de Boulle estaban hechas de ébano y madera oscura, y tenían ocho patas y seis cajones, que estaban decorados con manijas de bronce dorado. Las piernas ligeramente curvadas que terminan en adornos dorados en forma de pies de ciervo. Cremonas de bronce dorado decoraban las esquinas y las patas. Más adelante en el período, los escritorios planos presentaban abundante marquetería; estaban hechos de roble o españa, estaban incrustados con finas placas de maderas exóticas de colores contrastantes. Otro célebre creador de mesas fue Charles Cressent, que continuó con el estilo ornamental refinado y armonioso de Boulle.
A partir de 1755 aparecieron varias mesas pequeñas, especializadas y portátiles, algunas de ellas diseñadas para Madame de Pompadour. Estos incluían la table de chevet, una mesa utilitaria muy pequeña hecha de roble y con incrustaciones de palisandro y otras maderas preciosas, que podía guardarse en el armario cuando no se necesitaba; la Table d'en-cas, o mesa "Por si acaso", una pequeña pieza con dos cajones, pequeño armario con puerta enrejada y tapa de mármol; la Chiffonière, una pequeña mesa con patas graciosamente curvadas y una tapa de porcelana. Otra mesita era la mesita de cabaret o á café, con un pequeño tablero de mármol y largas patas, sobre la que se podía servir café o bebidas. La versión introducida en 1770 presentaba diseños geométricos y un friso neoclásico alrededor de la meseta.
A finales del segundo estilo de Luis XV, después de 1750, las mesas perdieron las curvas rococó y adquirieron detalles clásicos (o clásicos imaginados), incluidas las patas de las mesas en forma de columnas dóricas; patas de leonado y patas de león en los pies; trofeos de armas, frisos, y figuras de ninfas, trípodes y cuernos de la abundancia. Este estilo se denominó, bastante imaginativamente, à la Greque, y presagiaba el período neoclásico por venir.

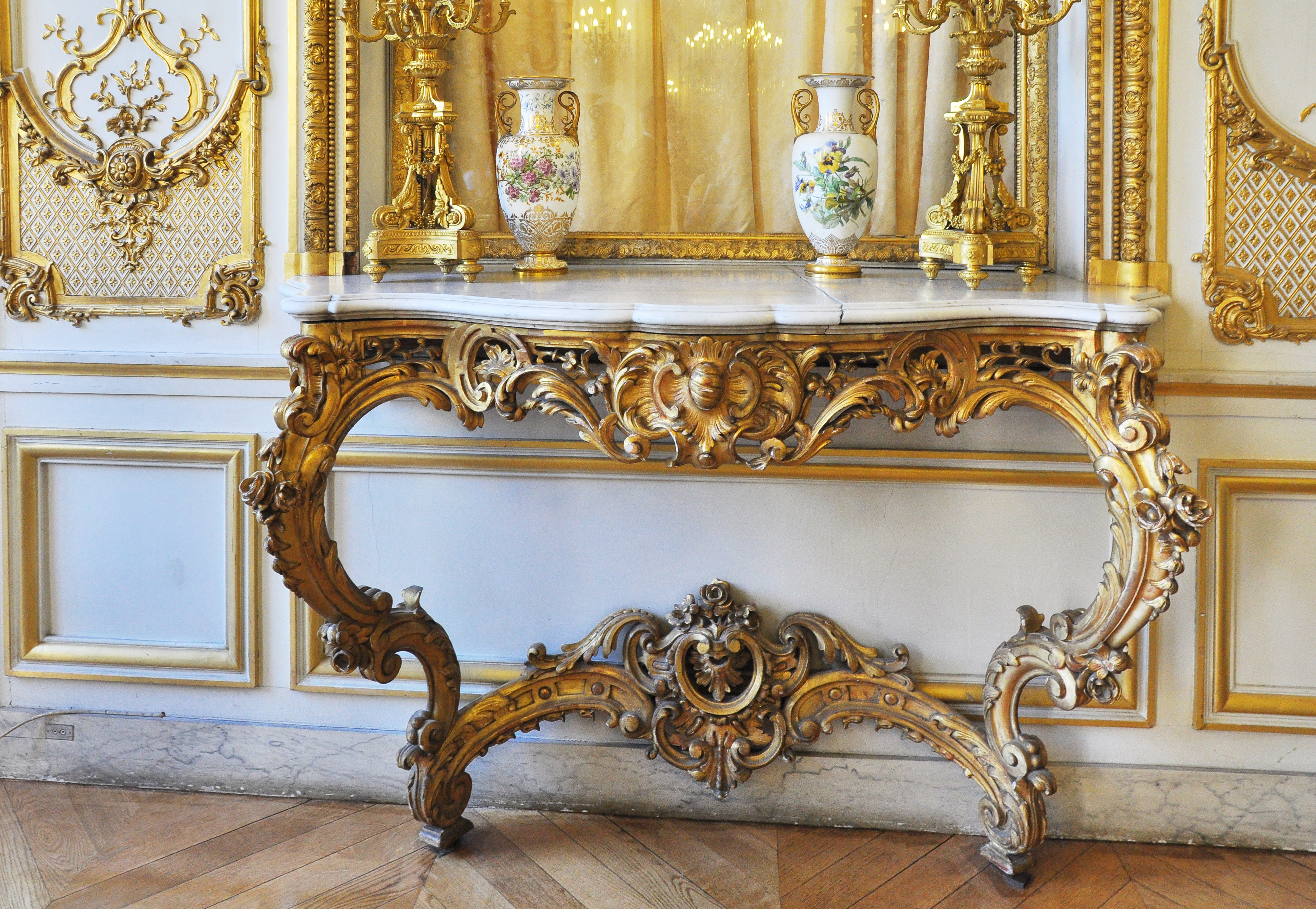
Mesa consola, Hôtel de Bourvallais (ahora Ministerio de Justicia)
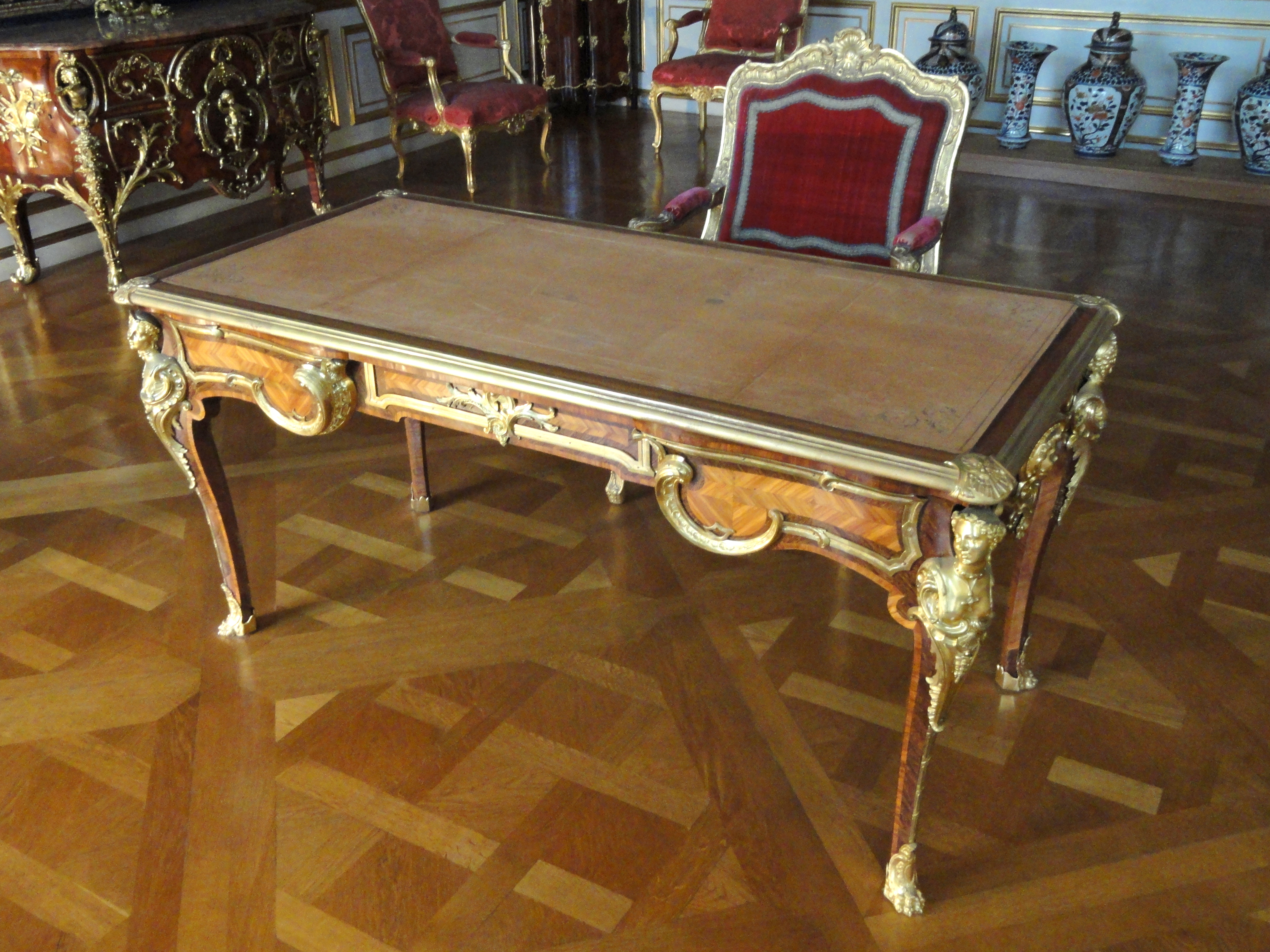
Escritorio de Charles Cressent (1730-35)
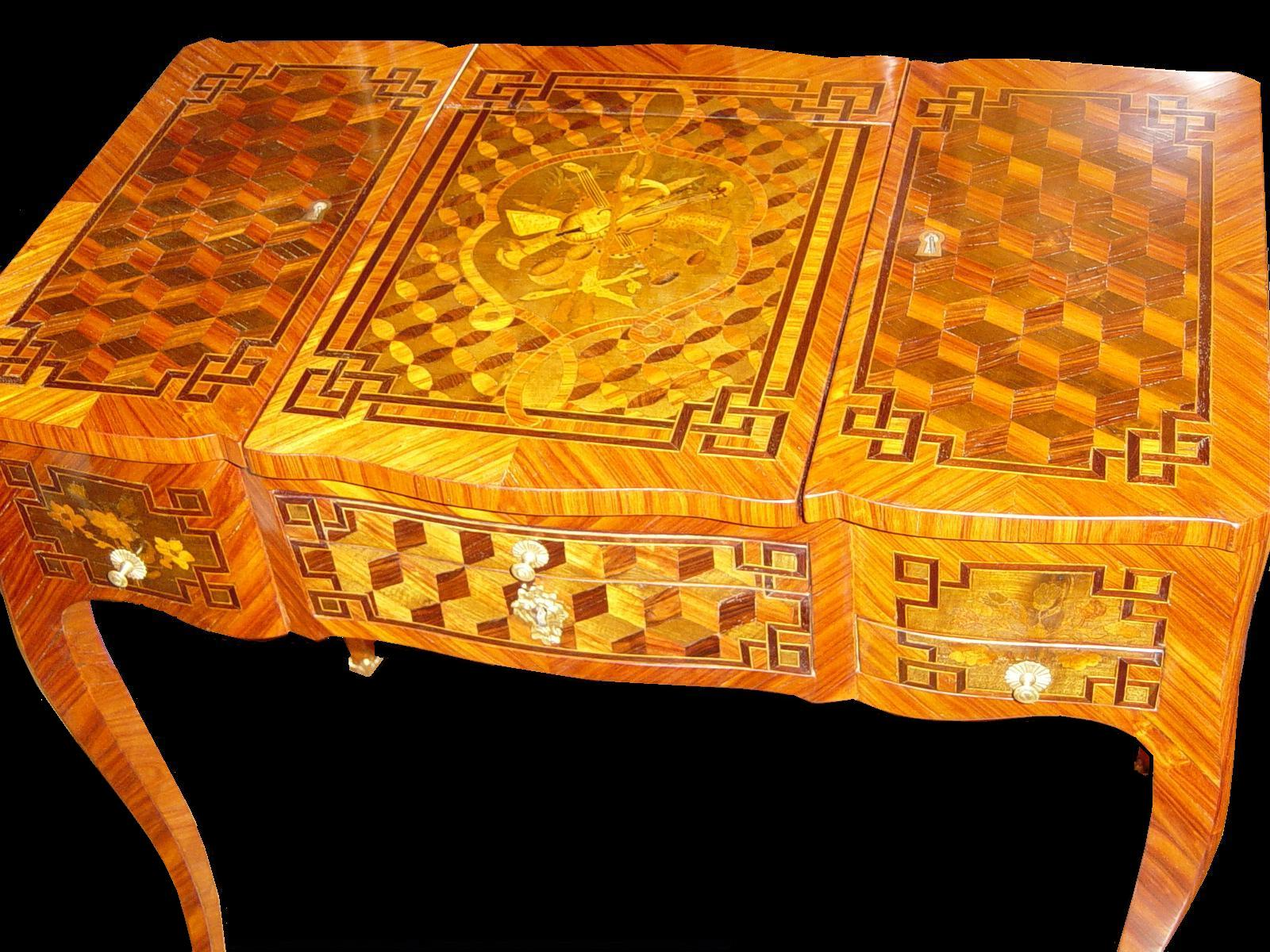
Mesa de coiffeuse con marquetería de Pierre Roussel (alrededor de 1770)
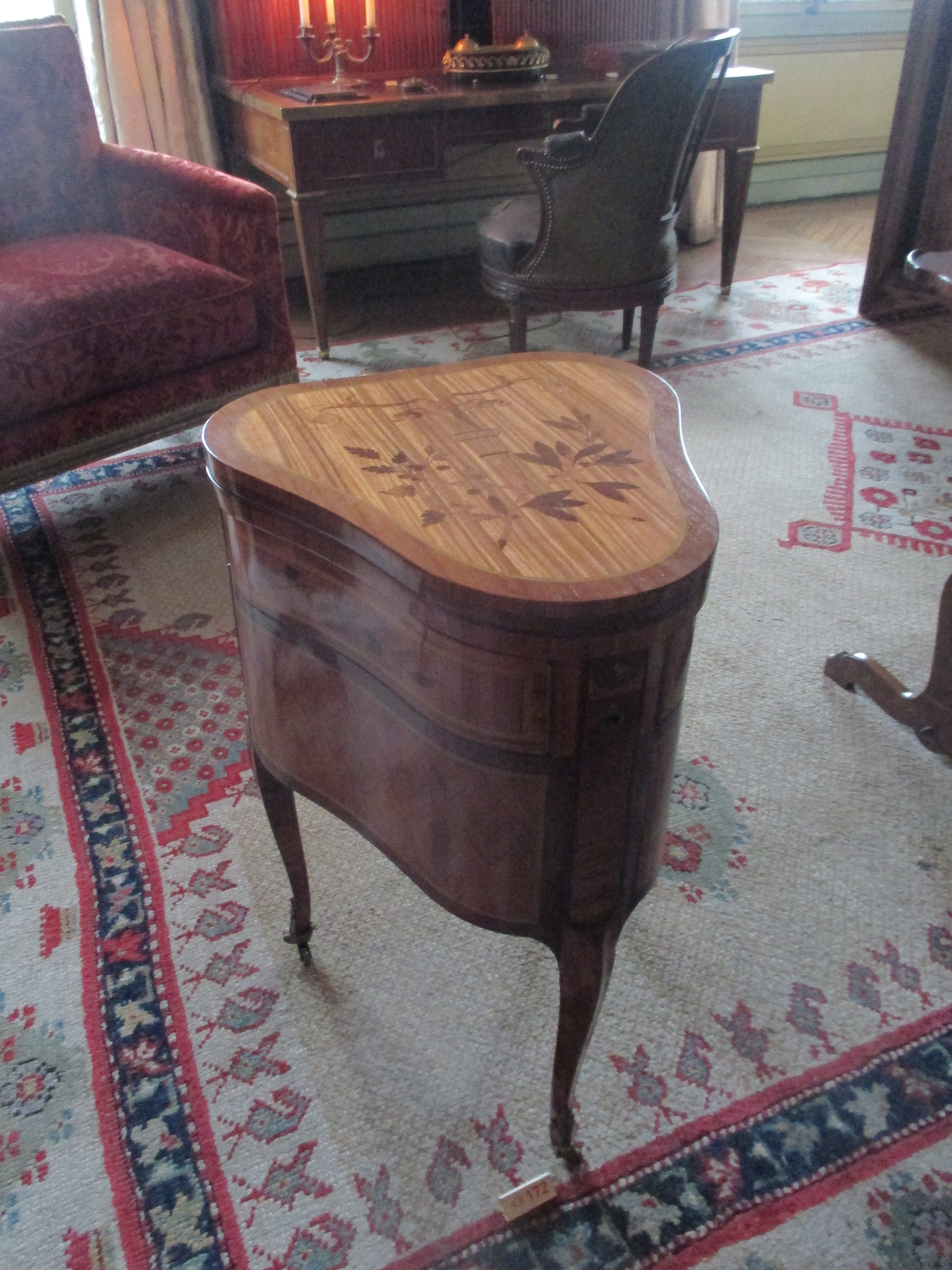
Tocador de hombre en coeur de Charles Topino (alrededor de 1773)

## Cómodas y cofres
La cómoda (cuyo nombre significa "conveniente") fue inventada bajo Luis XIV para reemplazar el coffre o cofre grande. Era pesado y en forma de caja, con patas cortas y abundante decoración de bronce dorado. Durante la Regencia y el estilo temprano de Luis XV, particularmente en las cómodas de Charles Cressent, las cómodas se volvieron más elegantes, con piernas más largas en forma de S y fallebas, o torsos femeninos estilizados, en las esquinas sobre las piernas. Los frentes de las cómodas se volvieron más redondeados en forma. Enredaderas de bronce dorado se enroscaban y enrollaban a lo largo de la fachada. Los adornos de bronce en forma de máscaras fueron reemplazados por rostros de mujeres sonrientes, palmetas y, más adelante en el período, un nuevo tema, el ala de murciélago estilizada. La concha marina era un elemento central común de la decoración rocalla, a menudo combinada con hojas de acanto. Los tiradores de los cajones tenían forma de flores entrelazadas. Las imágenes esculpidas de varios animales también aparecieron cerca del final del período temprano.
Se empleó a un gran número de ébénistas expertos de toda Europa para fabricar cómodas de madera fina y otros muebles para los nuevos apartamentos construidos por Luis XV en Versalles, Fontainebleau y sus otras residencias. Incluían a Jean-François Oeben, Roger Vandercruse Lacroix, Gilles Joubert, Antoine Gaudreau y Martin Carlin.
A medida que avanzaba el período, la marquetería, o incrustaciones de maderas de diferentes colores, se hizo más fina y dominante. Aparecieron varios patrones geométricos, incluyendo el tablero de ajedrez, las estrellas y losanges, junto con ramos de flores hechos de fina marquetería. Se introdujeron nuevas técnicas de lacado de madera, basadas en técnicas chinas y japonesas, que se usaban con frecuencia en los paneles frontales de las cómodas. Se introdujo una variación particular, llamada façon de Chine o "moda china", que contrastaba el adorno y los mangos de bronce dorado con la madera lacada en negro. Los diseños a menudo tomaban prestados motivos del arte chino y japonés.
A partir de 1755-60, comenzó la reacción contra los excesos de la forma rocalla. Las formas de los inodoros se volvieron más parecidas a una caja, el frente plano y las patas más cortas, aunque conservaron su ligera curva en S. Las caras de las cómodas estaban decoradas con frisos geométricos de hojas de roble, rosas o serpientes y motivos de cortinas, manifestación temprana del estilo neoclásico grecorromano.

Una nueva forma de cómoda, la Cartonnier, apareció en la década de 1760, inspirada en ideas un tanto fantásticas de los antiguos muebles griegos. Su frente estaba profusamente decorado con frisos, trofeos de armas y cabezas de leones, mientras que en la parte superior, un pedestal sostenido por dos volutas enrolladas sostenía un grupo de réplicas de estatuas griegas clásicas.

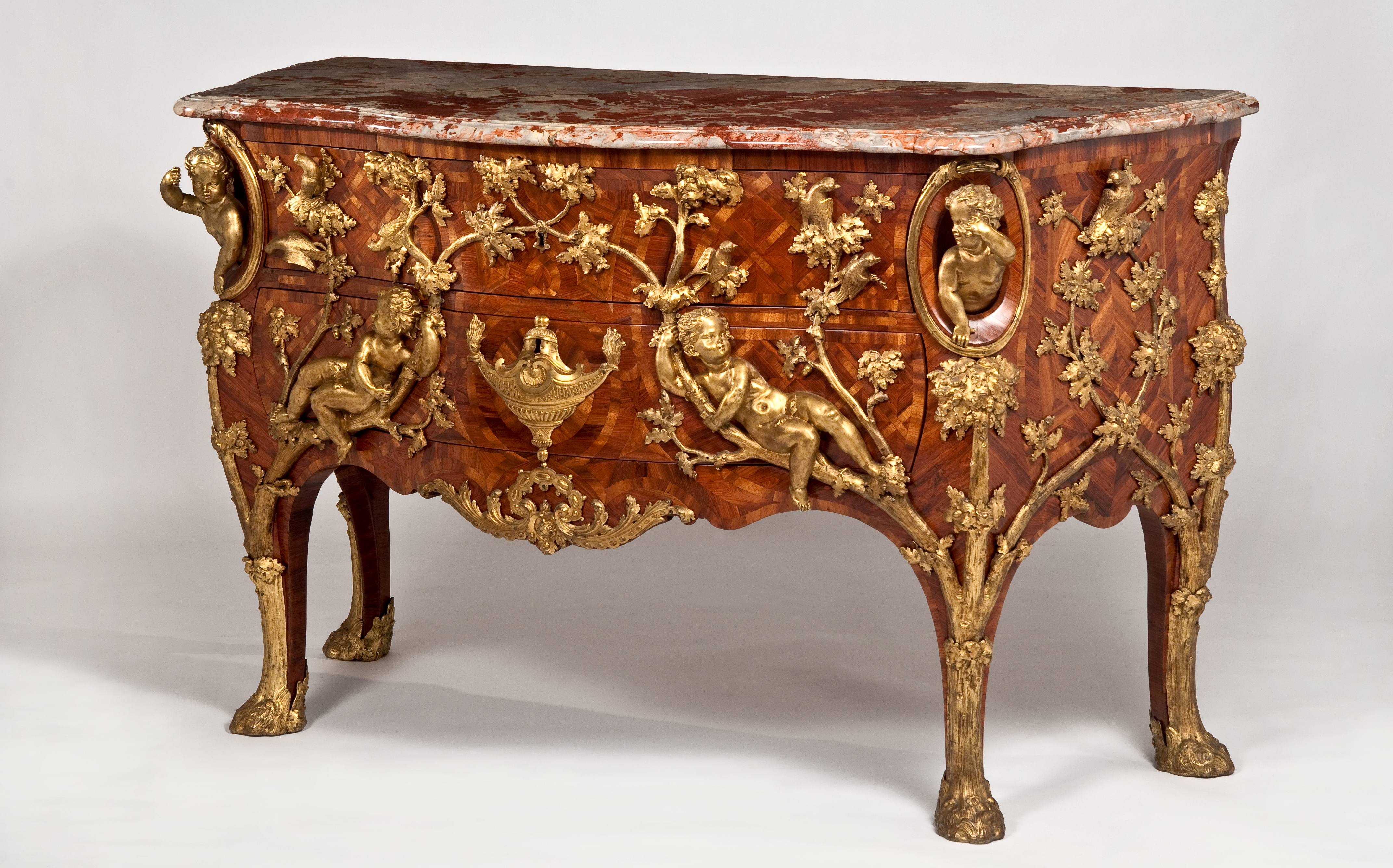
Cómoda de Charles Cressent, Waddesdon Manor, (1730)
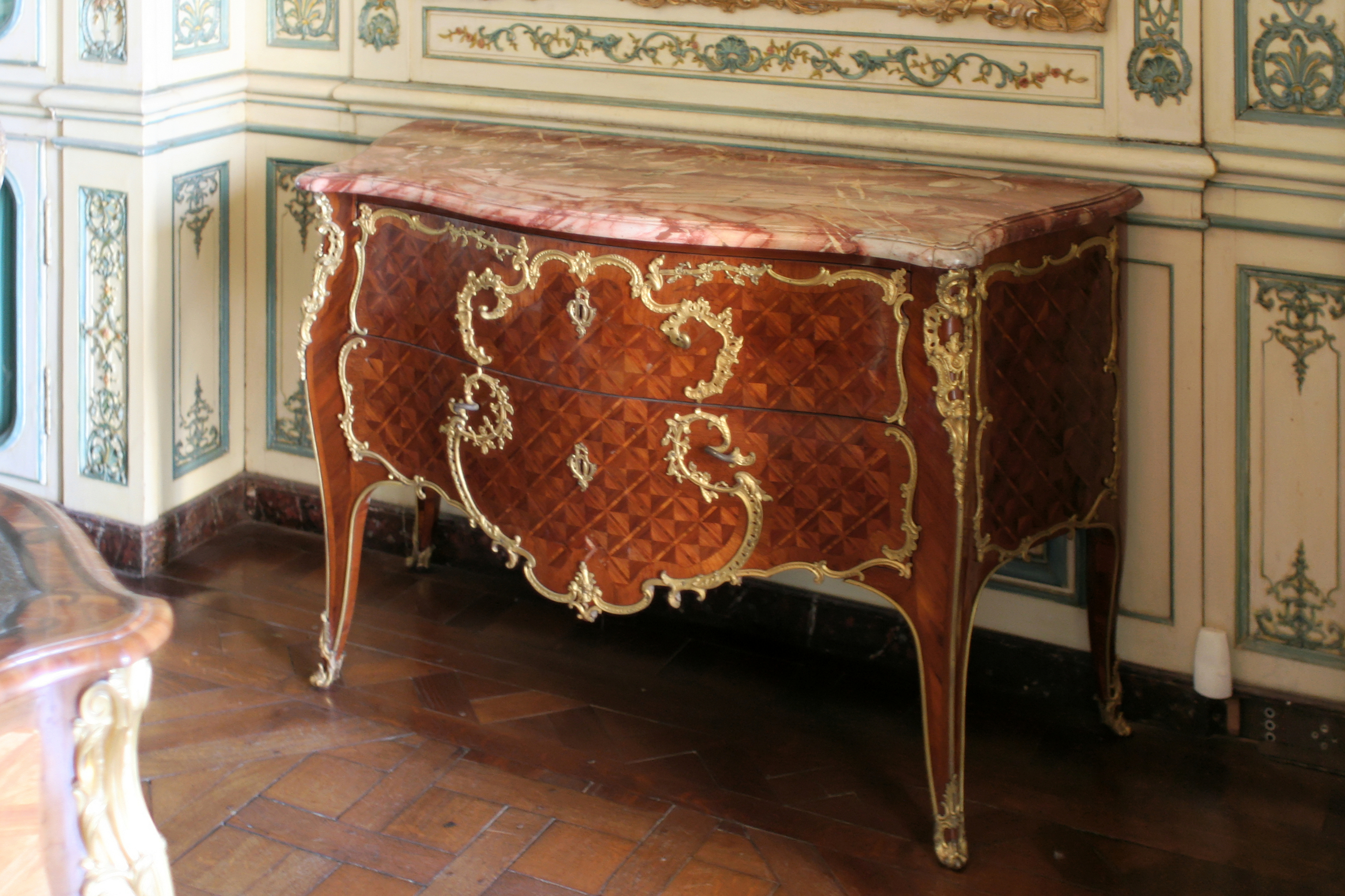
Cómoda de Antoine Gaudreau en el apartamento del Delfín en Versalles (1745)
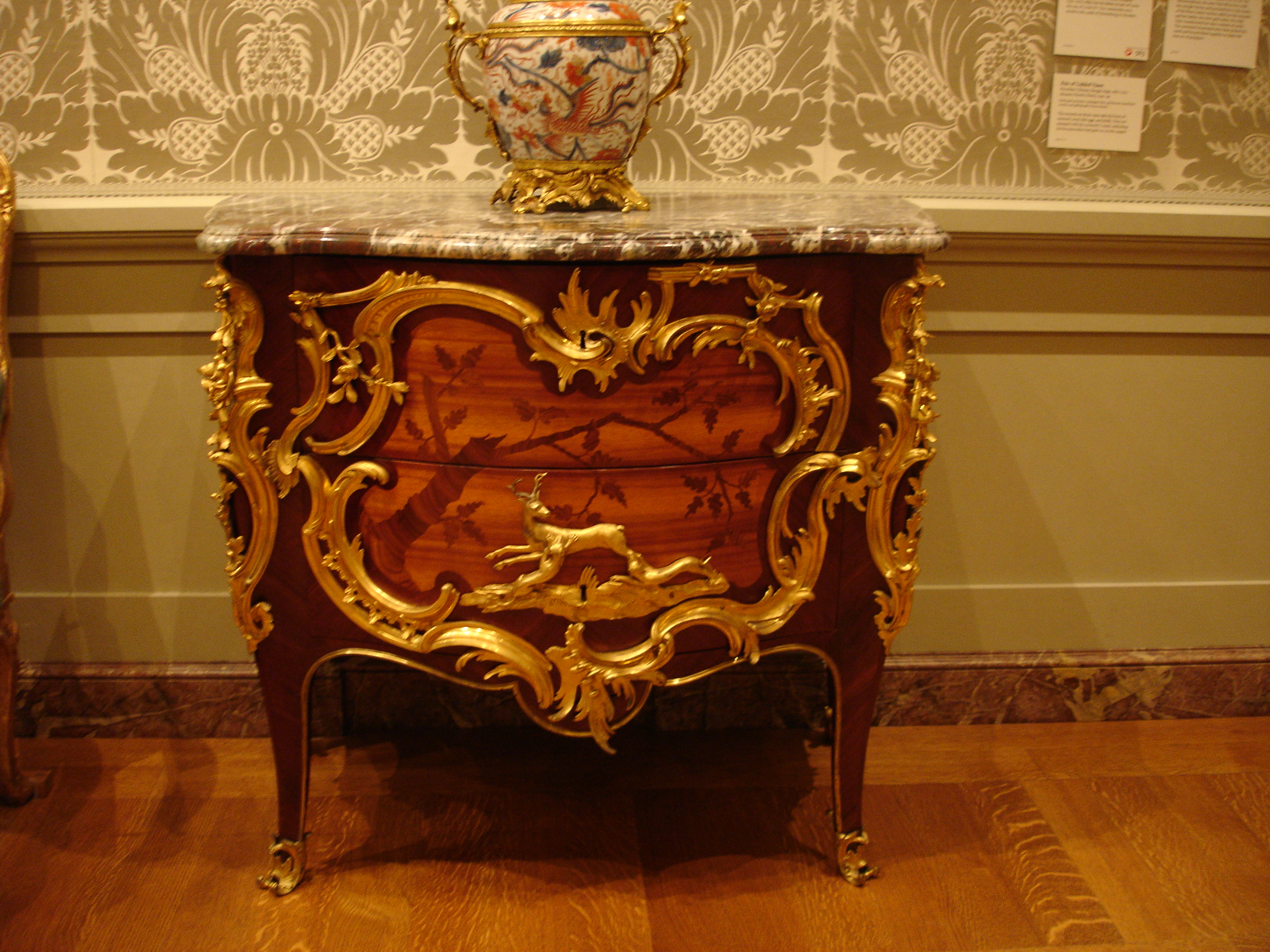
Cómoda de Bernard II van Risamburgh, Museo Getty, (hacia 1750)
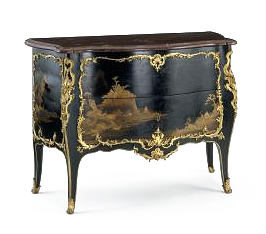
Cómoda lacada en estilo Chinoiserie, de Bernard II van Risamburgh, Victoria and Albert Museum (1750-1760)

## Escritorios
Durante el reinado de Luis XV, el buró y el secreter evolucionaron gradualmente hacia la forma del escritorio moderno, junto con una amplia variedad de variaciones más elaboradas. A principios del siglo XVIII, André Charles Boulle y Charles Cressent crearon el Bureau au plat . un escritorio con columnas de cajones, elegantes patas curvas, decoración en bronce dorado y fina marquetería en formas geométricas. Jacques Dubois hizo una serie de célebres escritorios de esta manera en la década de 1740.
Alrededor de 1750, apareció una nueva variedad, llamada Secretaire à capuchin o à la Bourgone, que contenía una sección de cajones que se podía levantar, mientras que la parte superior se desplegaba en una superficie de escritura. Además de los cajones, contenía una serie de compartimentos secretos ocultos en su interior. Numerosas otras variantes aparecieron poco después; el Secrétaire en pent, o escritorio inclinado, apareció por primera vez alrededor de 1735. Era un pequeño armario con un frente inclinado que se abría a una superficie para escribir. También se le llamó en dos d'âne, o "estilo de lomo de burro". Madame de Pompadour poseía uno de estos, realizado entre 1748 y 1752, con un barniz de rojo y azul al estilo chino, que combinaba rocaille y exotismo. Mathieu Criaerd hizo un secretario de este estilo hacia 1750, con marquetería de violeta, amarante, madera satinada y bronce dorado.
Una variedad mucho más simple, el pupitre à écrire debut, de púlpito para escribir de pie, llegó casi al mismo tiempo. Los modelos más finos solían estar hechos de roble y abeto, cubiertos con marquetería de palo de rosa, madera satinada y amaranto. Tenían ruedas pequeñas para moverse con facilidad, tenían un compartimento cerrado con llave debajo de la superficie superior inclinada y estantes debajo para documentos grandes.
El Secretaire en armoire era una variación más grande y más vertical, basada en la forma de un armario; era un baúl grande con una superficie para escribir que se doblaba hacia abajo y cajones y estantes adentro. Fue diseñado para apoyarse contra una pared y apareció alrededor de 1750. A menudo presentaba una marquetería en un patrón geométrico que se asemejaba a cubos de madera oscura y clara, un diseño muy popular en los últimos años del período Luis XV.
El Bonheur-du-jour era un pequeño escritorio con armario que apareció alrededor de 1760. Siguiendo el nuevo estilo de finales del período Luis XV, no tenía bronce dorado. Presentaba gráciles patas curvilíneas, pero la parte superior era geométrica, con delicadas incrustaciones de flores de marquetería. 

El nuevo tipo de escritorio más célebre inventado bajo Luis XV fue el Bureau à cylindre o escritorio de tapa corrediza, que apareció alrededor de 1760. El maestro de esta forma fue Jean-François Oeben . No tenía bronce dorado más que un delicado friso alrededor de la parte superior; finísima marquetería de flores, y un interior con compartimentos secretos. Se hicieron muchas variantes, incluido el escritorio de Luis XV que ahora se exhibe en Versalles.

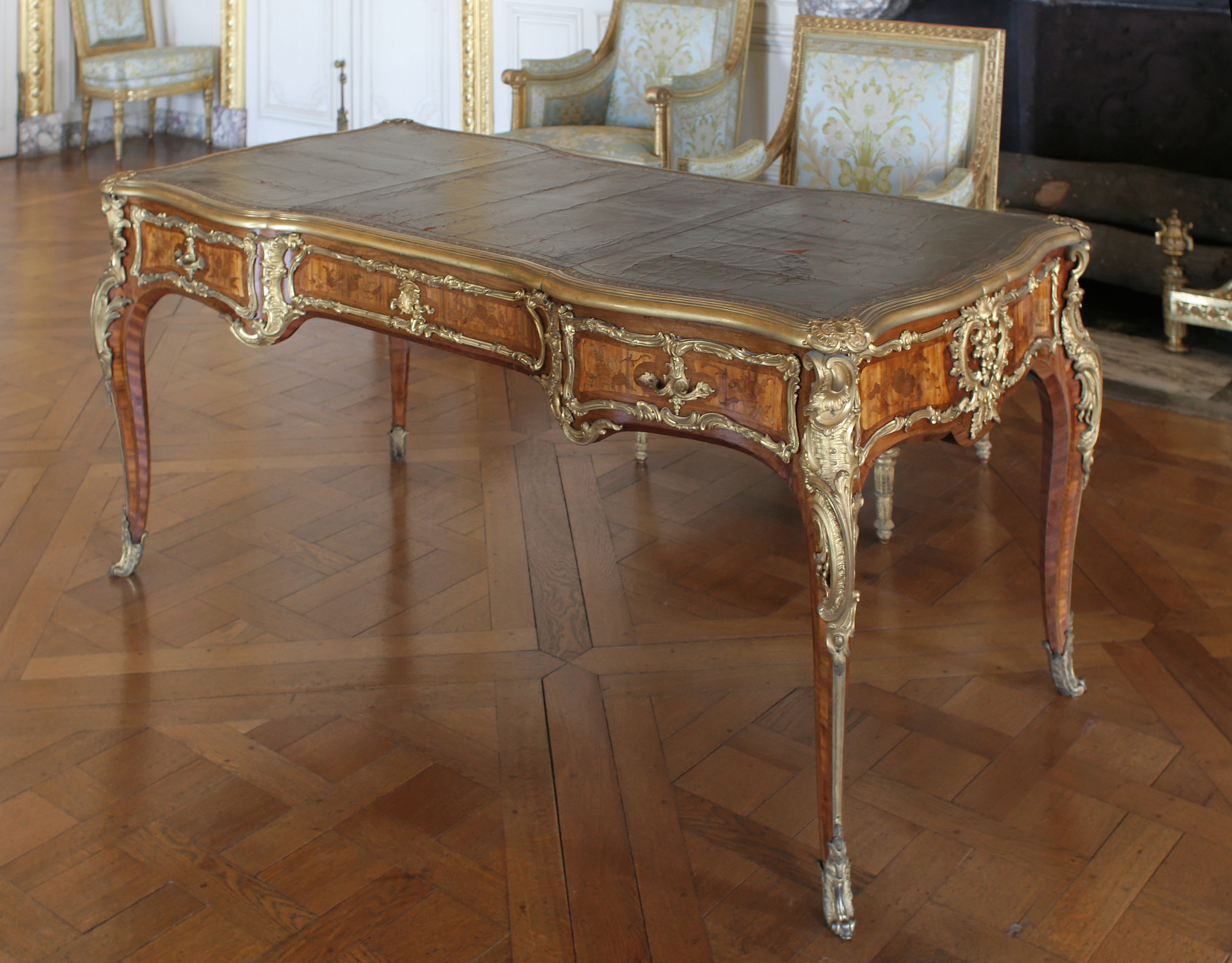
Bureau Plat de Bernard II van Risamburgh (1745)
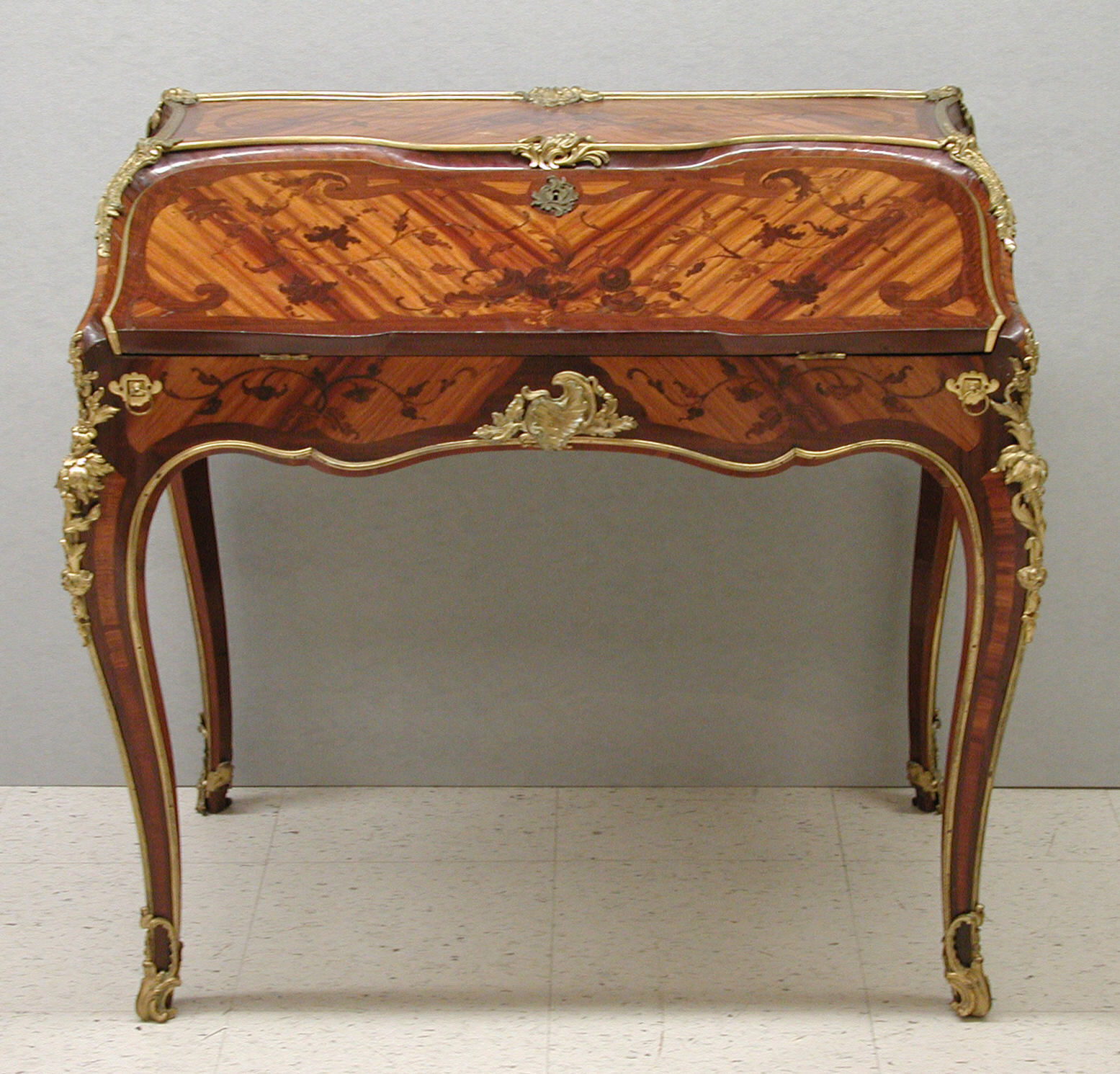
Secretaire en pent de Bernard II van Risamburgh (1745)
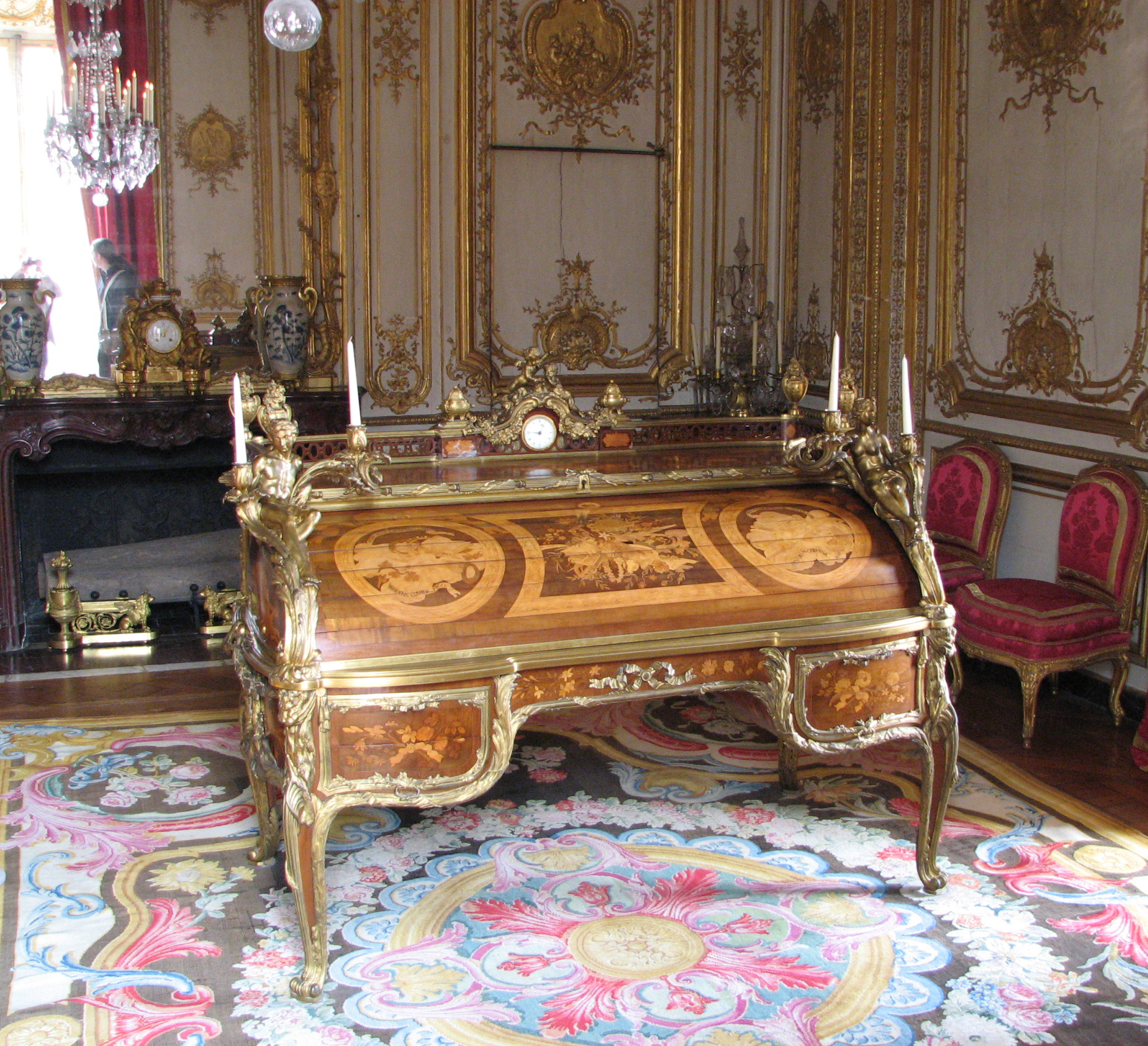
Escritorio de tapa corrediza de Luis XV en el Palacio de Versalles de Jean-François Oeben (1760-1769)
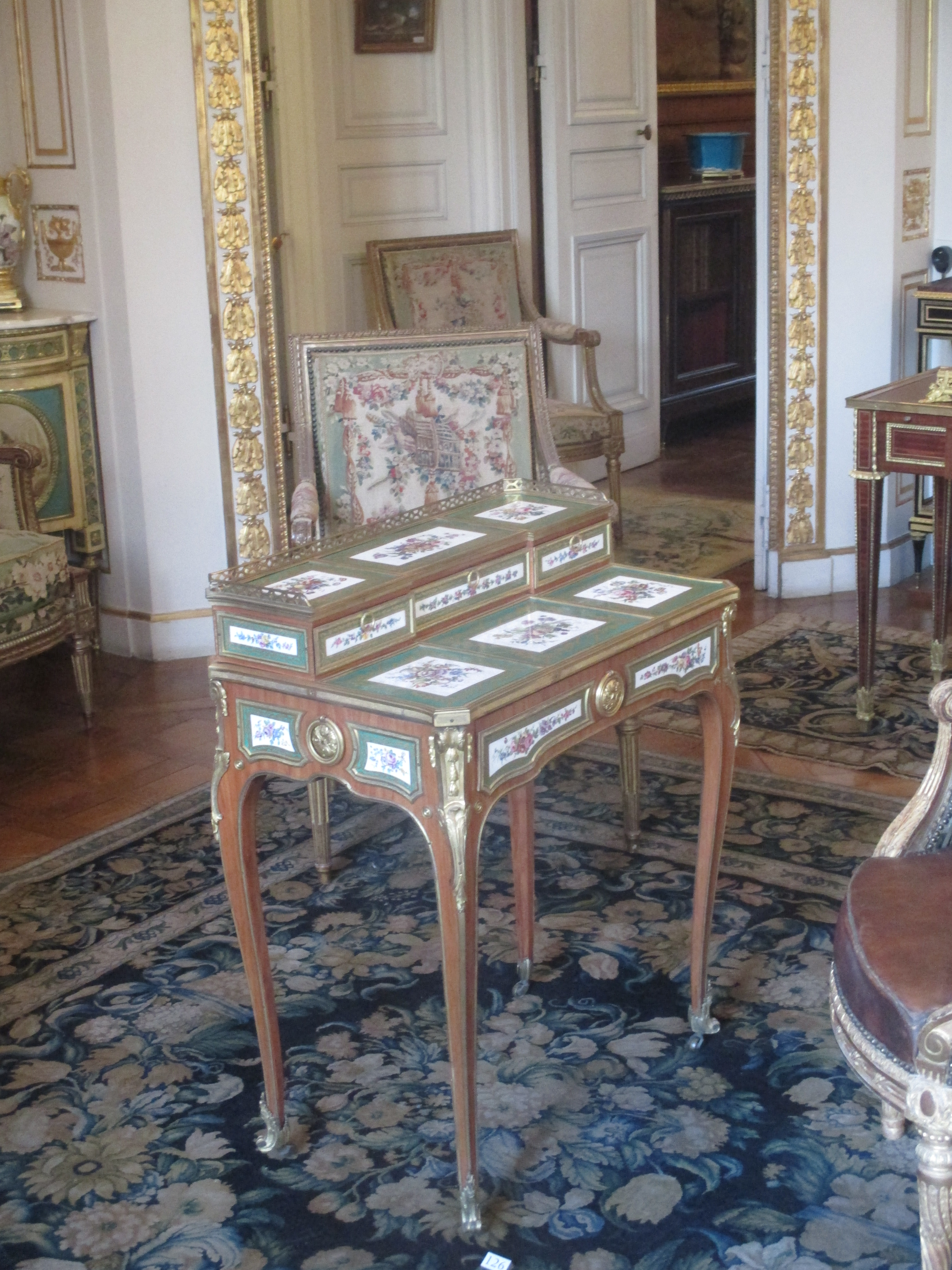
Bonheur-du-Jour de Martin Carlin, (1766), Museo Nissim de Camondo, París
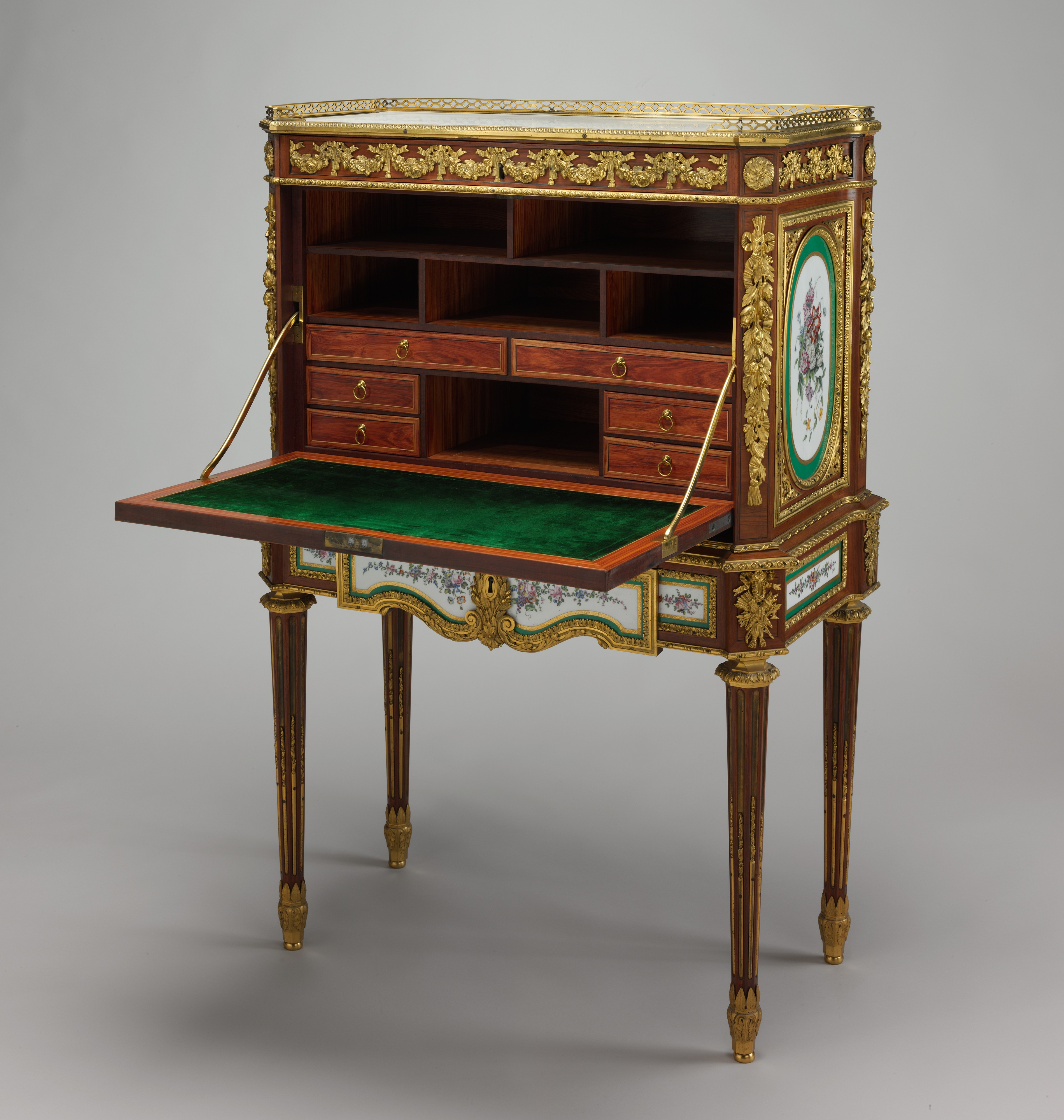
Mostrador abatible neoclásico temprano de Martin Carlin (1773)

## Camas
Bajo Luis XV, el dormitorio era un lugar de ceremonia; el despertar formal del Rey en su alcoba (incluso si en realidad había dormido en otro lugar) fue un evento formal, al que asistieron miembros de la Corte y visitantes del Palacio. La forma de la cama y su revestimiento evolucionaron bajo Luis XV. Las primeras camas tenían cuatro postes y un dosel suspendido de una forma rectangular en la parte superior. Bajo Luis XV, apareció la Lit à la polonaise (cama polaca), con un dosel suspendido de una estructura en forma de corona; y el Lit à la Duchesse, donde el dosel se sostenía solo por un extremo. La cama generalmente estaba separada del resto de la habitación por una balaustrada, y se colocaron taburetes fuera de la balaustrada para que la Corte presenciara el despertar formal.

La famosa Encyclopédie de Denis Diderot y Jean le Rond d'Alembert (1751-1772) incluía imágenes de camas à la Polonaise y à la Turque (una versión más ornamentada y exótica de la Duchesse) y una cama colocada en una alcoba. (Tomo 8, pág. 216).Fornitura Luis XV 

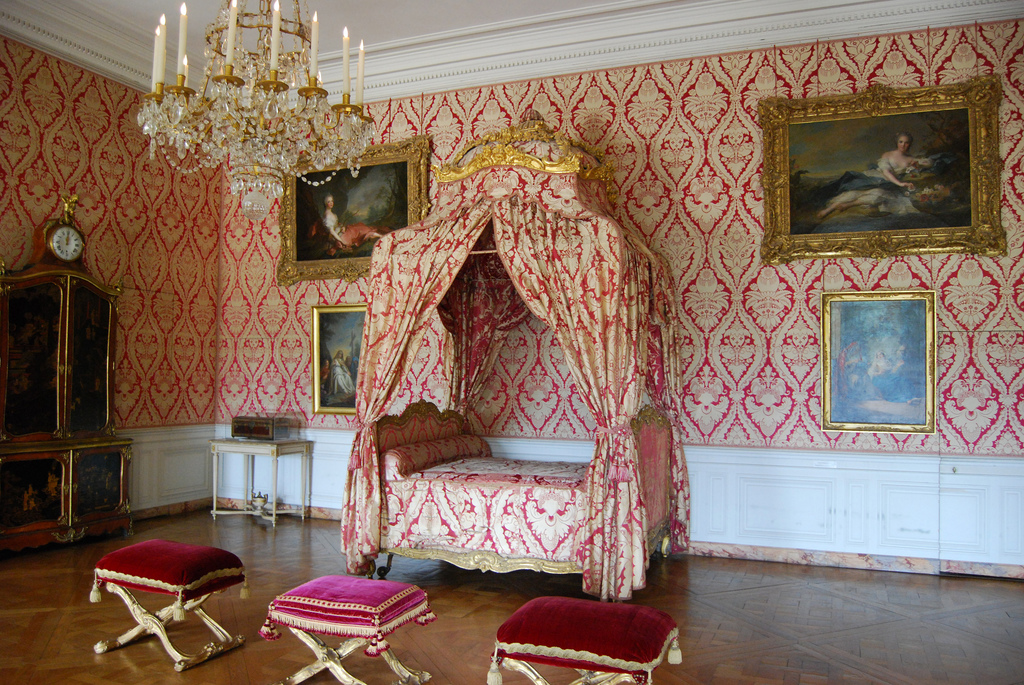
1755 Lit à la polonaise de Nicolas Heurtaut,[24] con taburetes plegables dispuestos delante, Dormitorio del Dauphine en el Palacio de Versalles . Tenga en cuenta que el marco cuadrado debajo de la corona está cubierto con la misma tela.
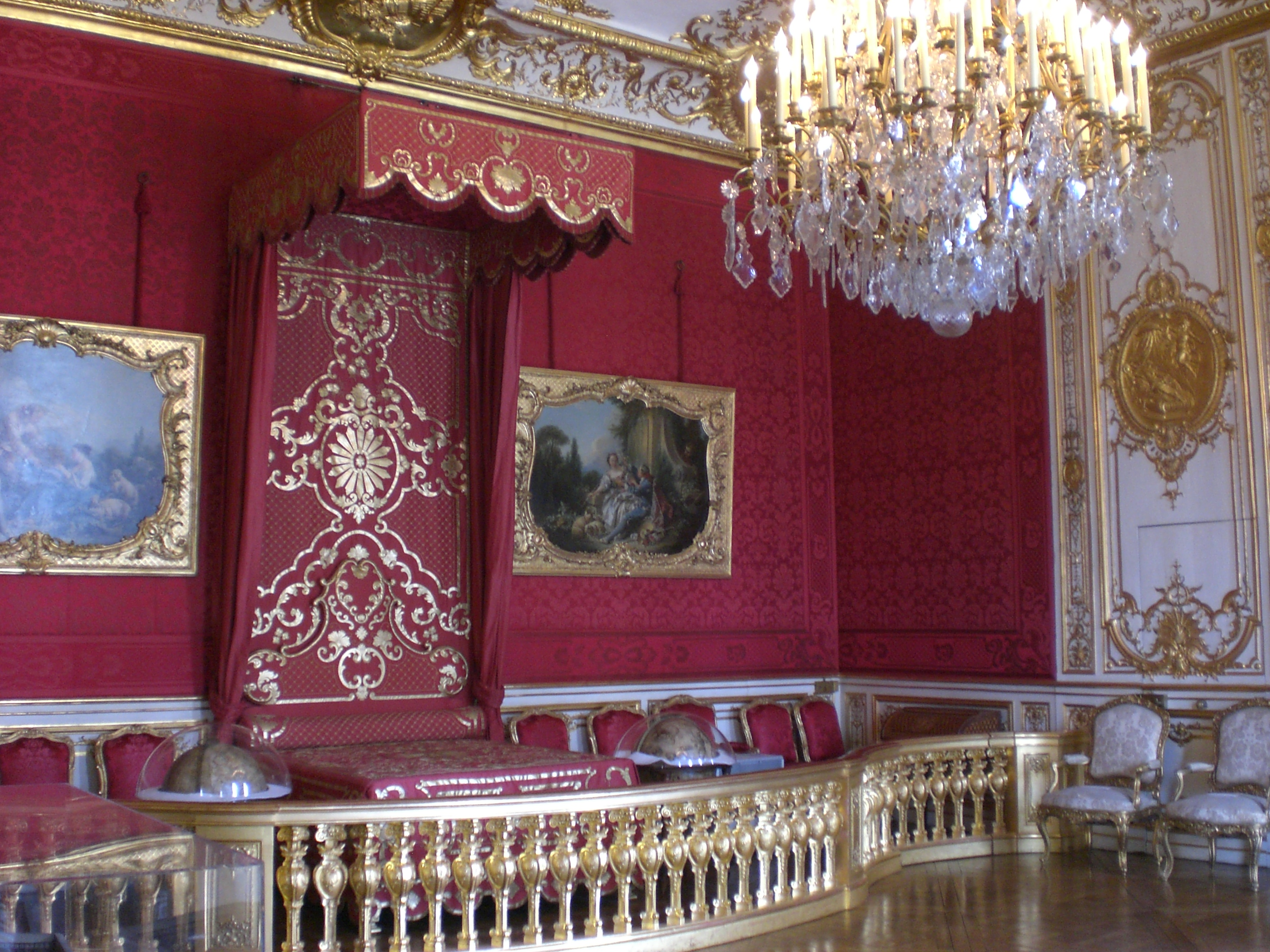
Dormitorio con cama à la Duchesse . Hotel de Soubise
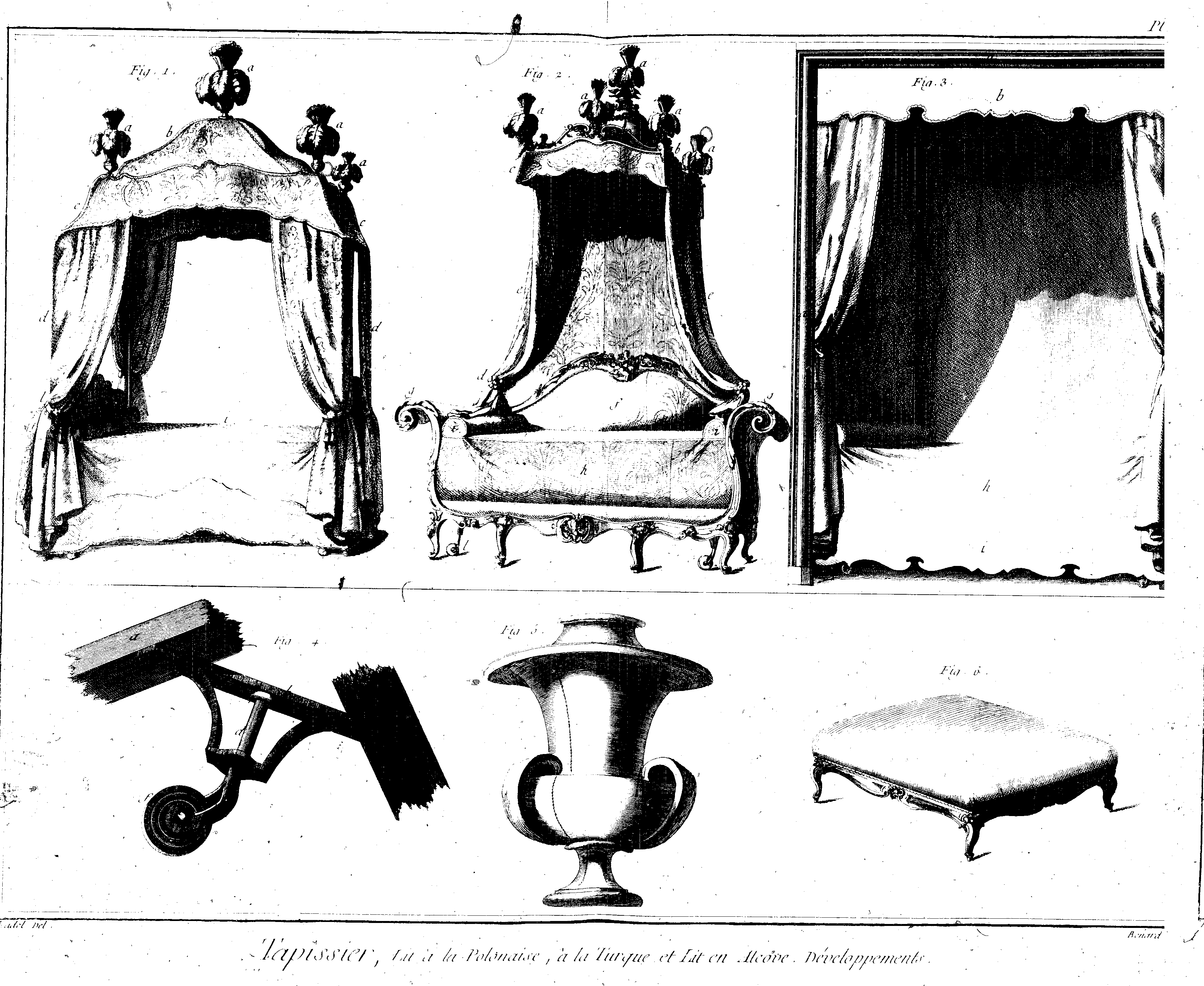
Grabados de camas de la Encyclopédie (1751-1772)
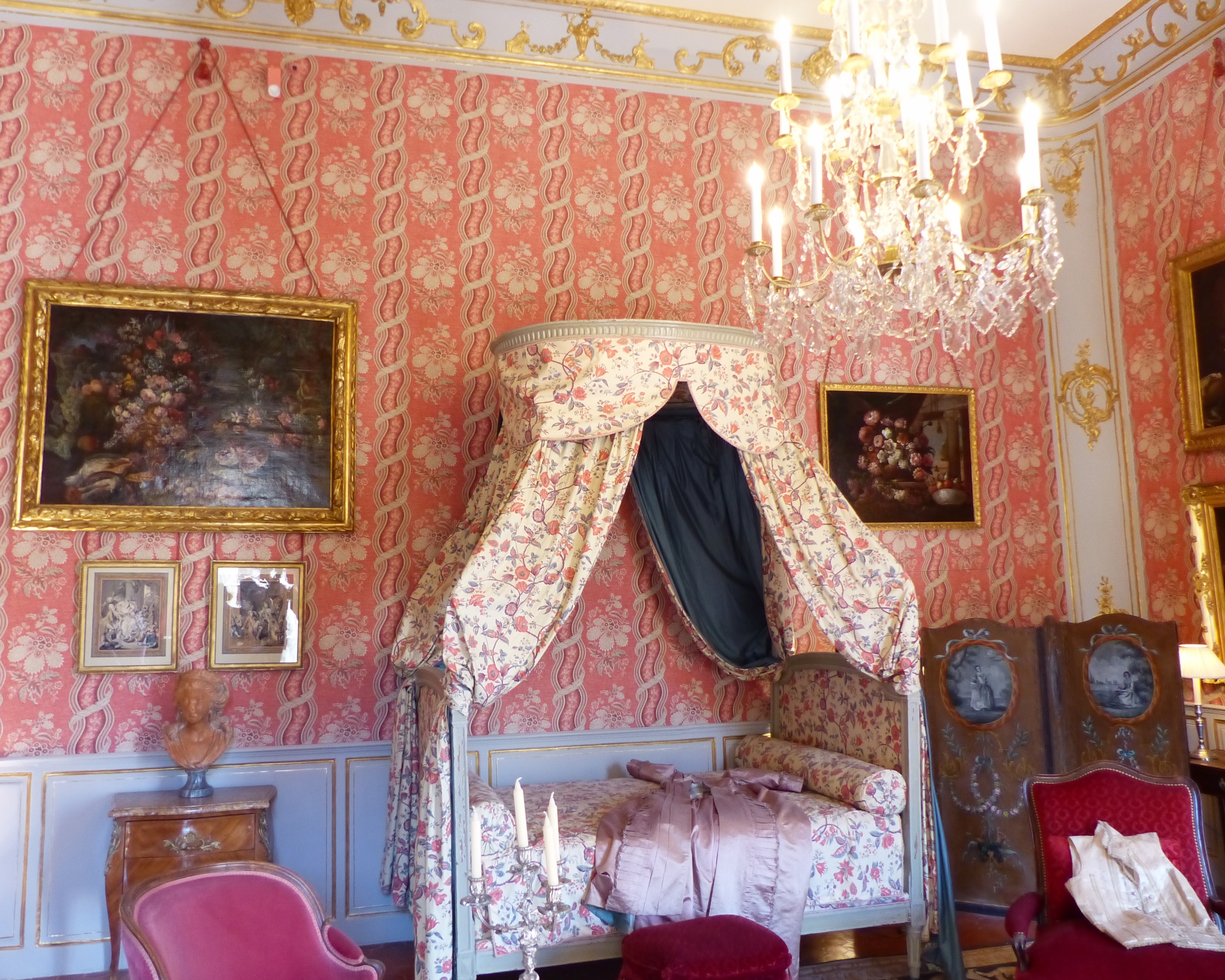
Bed à la Polonaise, hôtel de Caumont, Aix-en-Provence

## Transición de Rocaille al neoclasicismo
Más tarde, en el reinado de Luis XV, entre 1755 y 1760, los gustos en muebles comenzaron a cambiar. Los diseños de rocalla comenzaron más discretos y comedidos, y la influencia de la antigüedad y el neoclasicismo comenzaron a aparecer en nuevos diseños de muebles. Las cómodas pasaron a tener formas más geométricas; la decoración pasó de la rocalla a las formas geométricas, guirnaldas de hojas de roble, flores y motivos clásicos. Las piernas cambiaron gradualmente de curvas en S a rectas, a menudo siguiendo el modelo de columnas griegas o romanas, estrechándose hasta un punto. Las decoraciones comunes incluían piñas estilizadas y cintas anudadas. Un nuevo tipo de gabinete alto, el Cartonnier, hizo su aparición entre 1760 y 1765. Se inspiró en la mitología y la arquitectura griegas, con frisos, bóvedas, trofeos esculpidos, cabezas de león de bronce y otros elementos clásicos.

Los ebenistes Jean-Henri Riesener, Jean-François Leleu, Martin Carlin y David Roentgen y el menuisier Georges Jacob se encuentran entre los creadores más importantes del estilo de transición de finales de Luis XV. Sus carreras continuaron y alcanzaron su apogeo durante el siguiente reinado de Luis XVI.

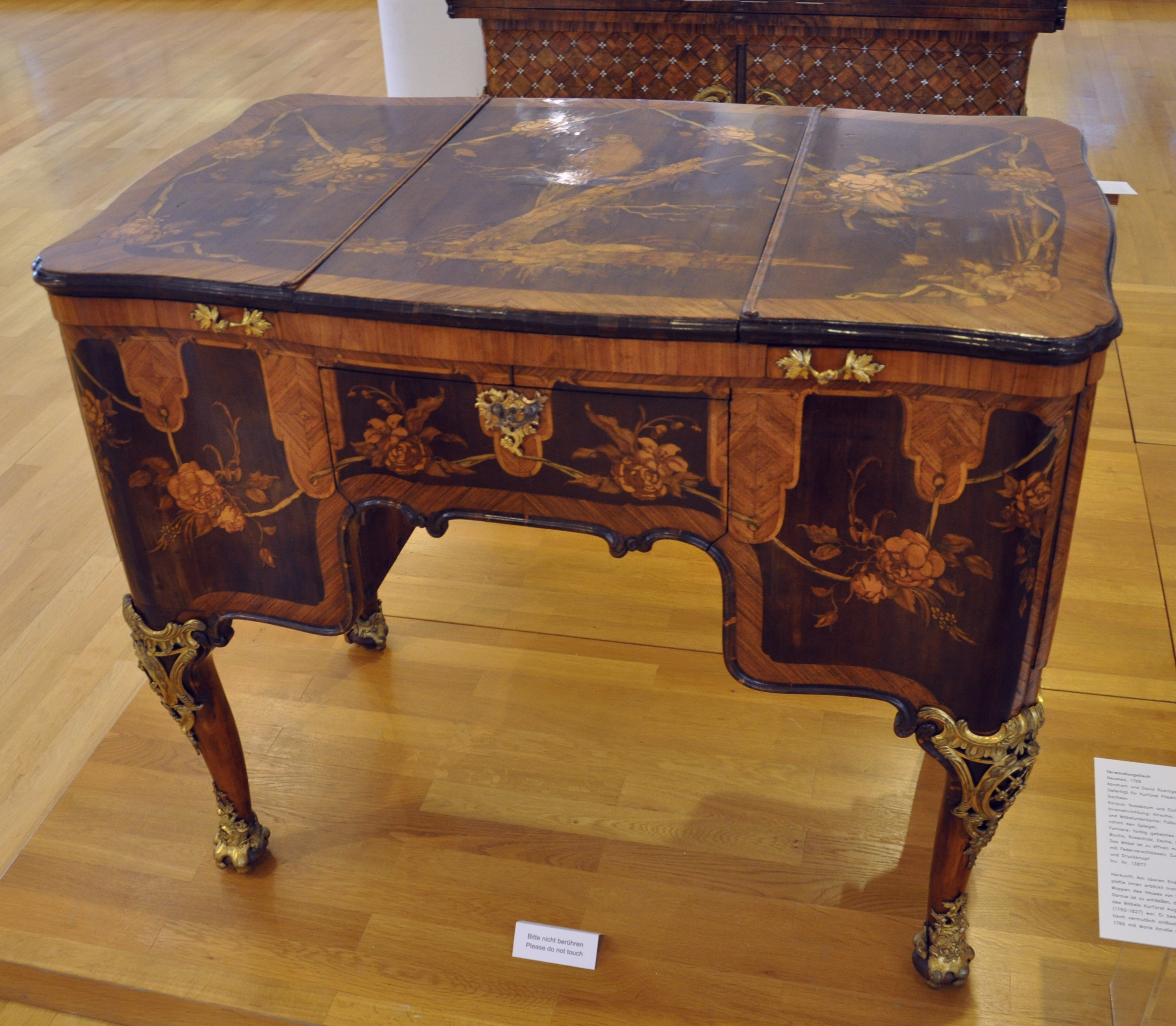
Escritorio temprano de David Roentgen (1769)
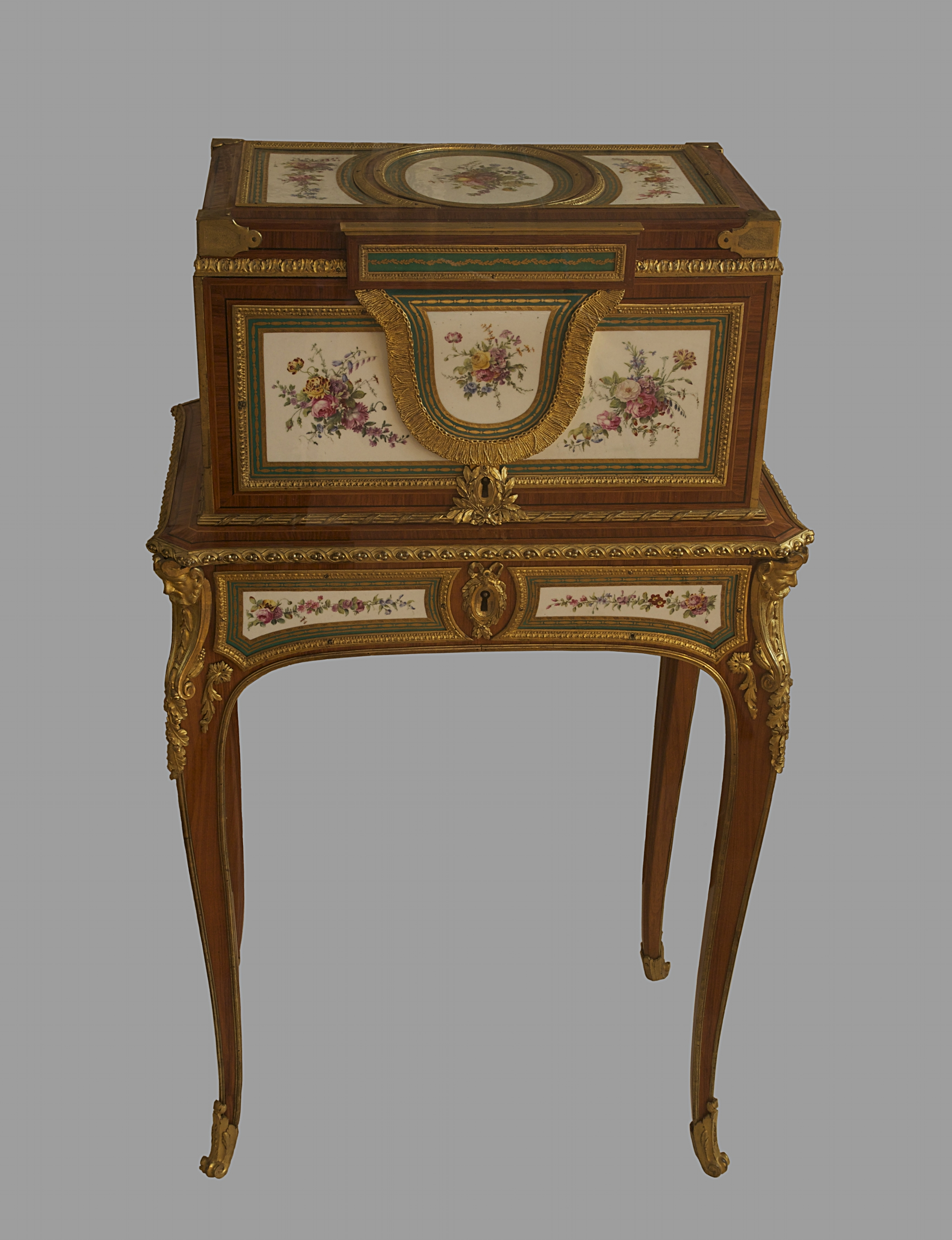
Joyero de la Dauphine Marie Antoinette de Martin Carlin (1770)
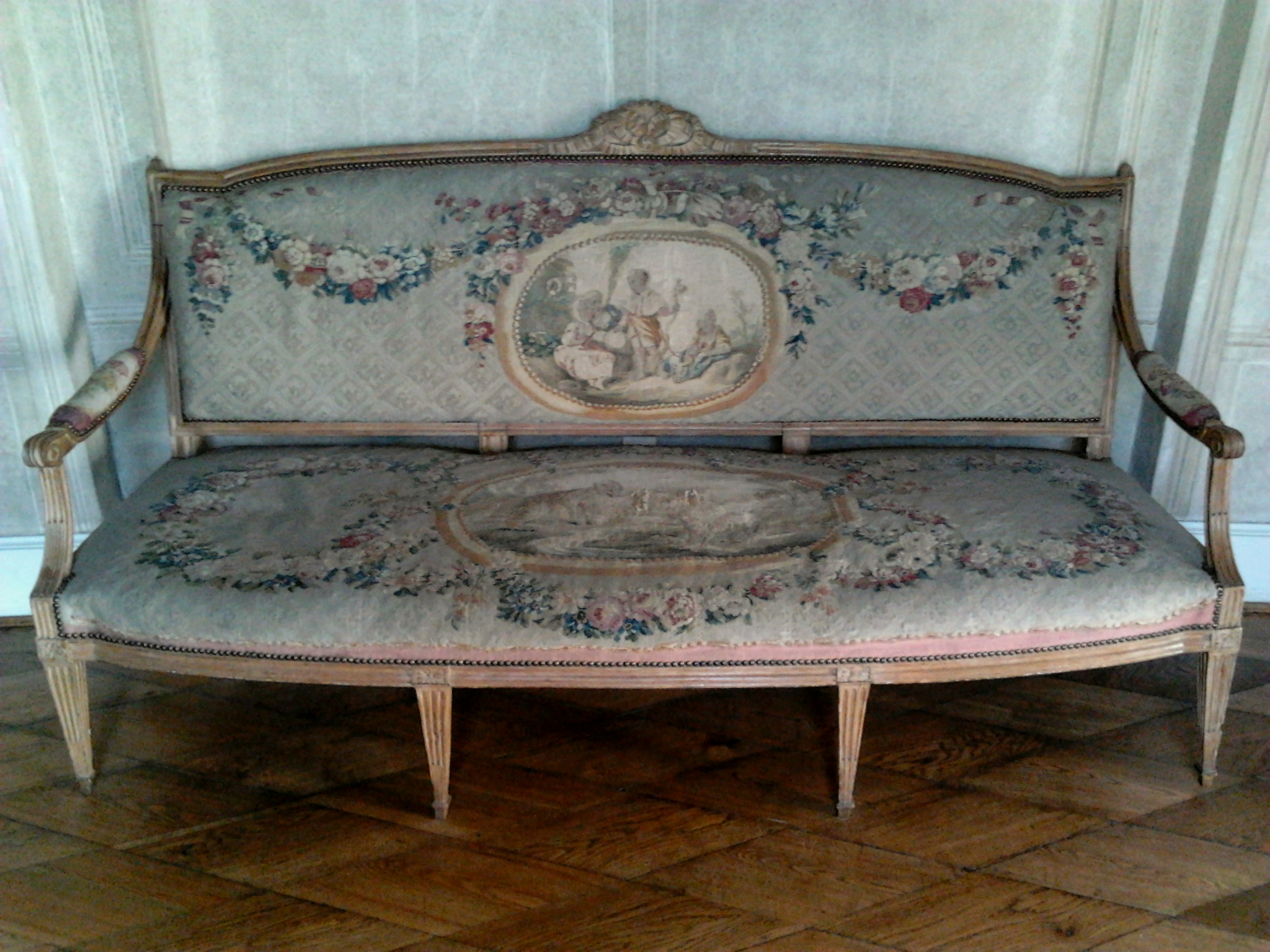
Sofá con tapicería de tapicería Aubusson (1750-1775)
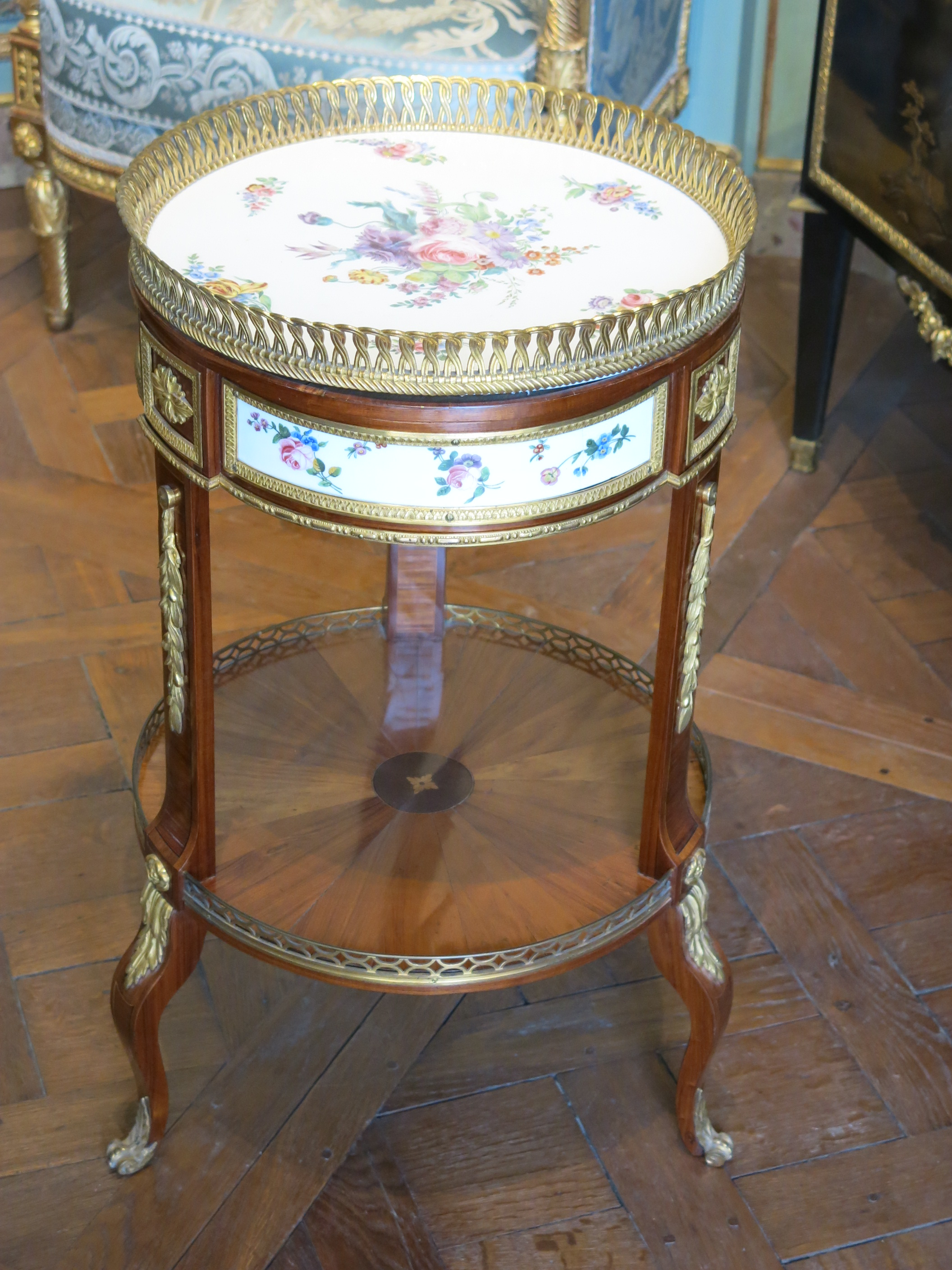
Chifón de mesa, Louvre (1774)
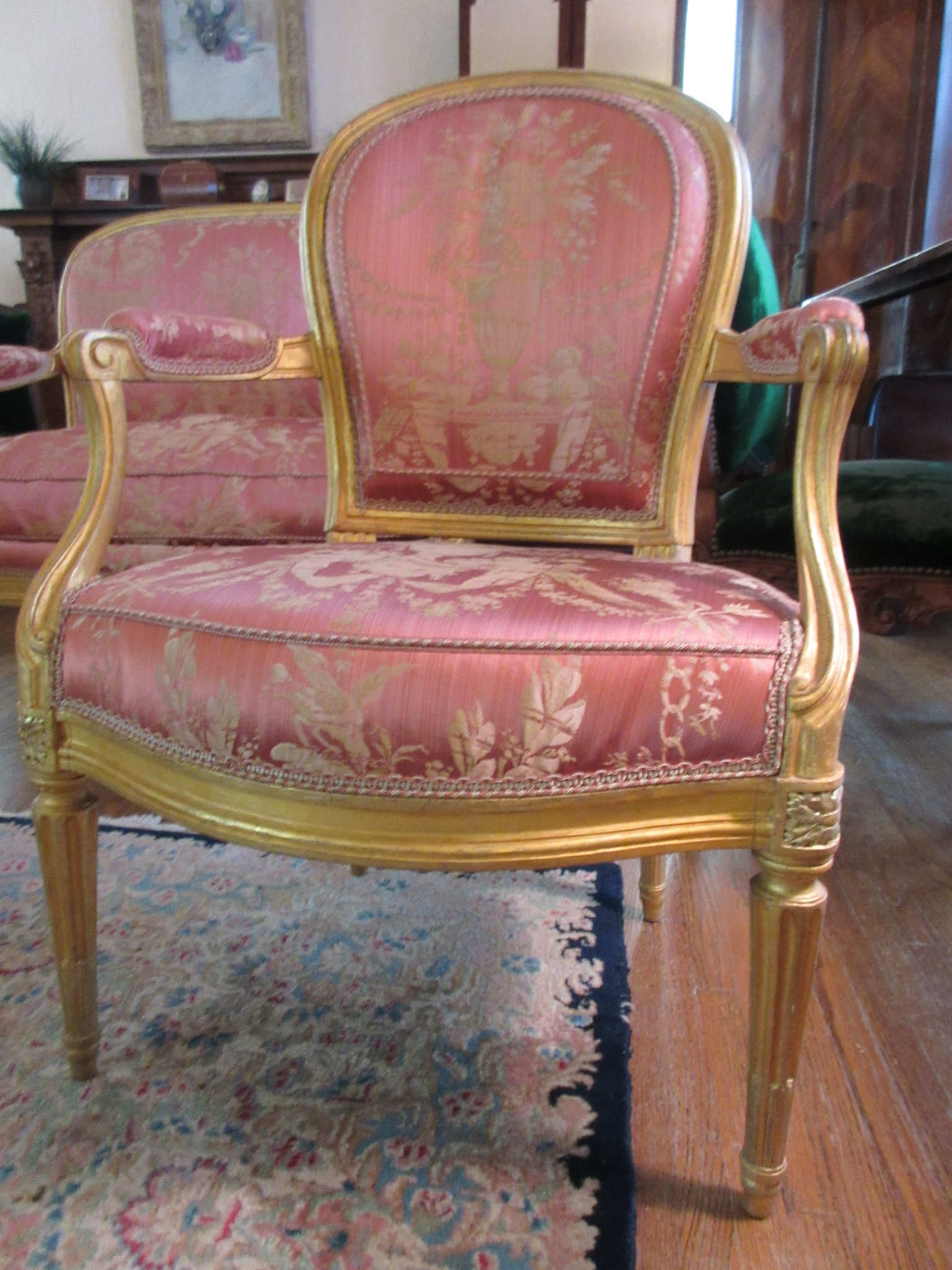
Silla de Georges Jacob (1770)
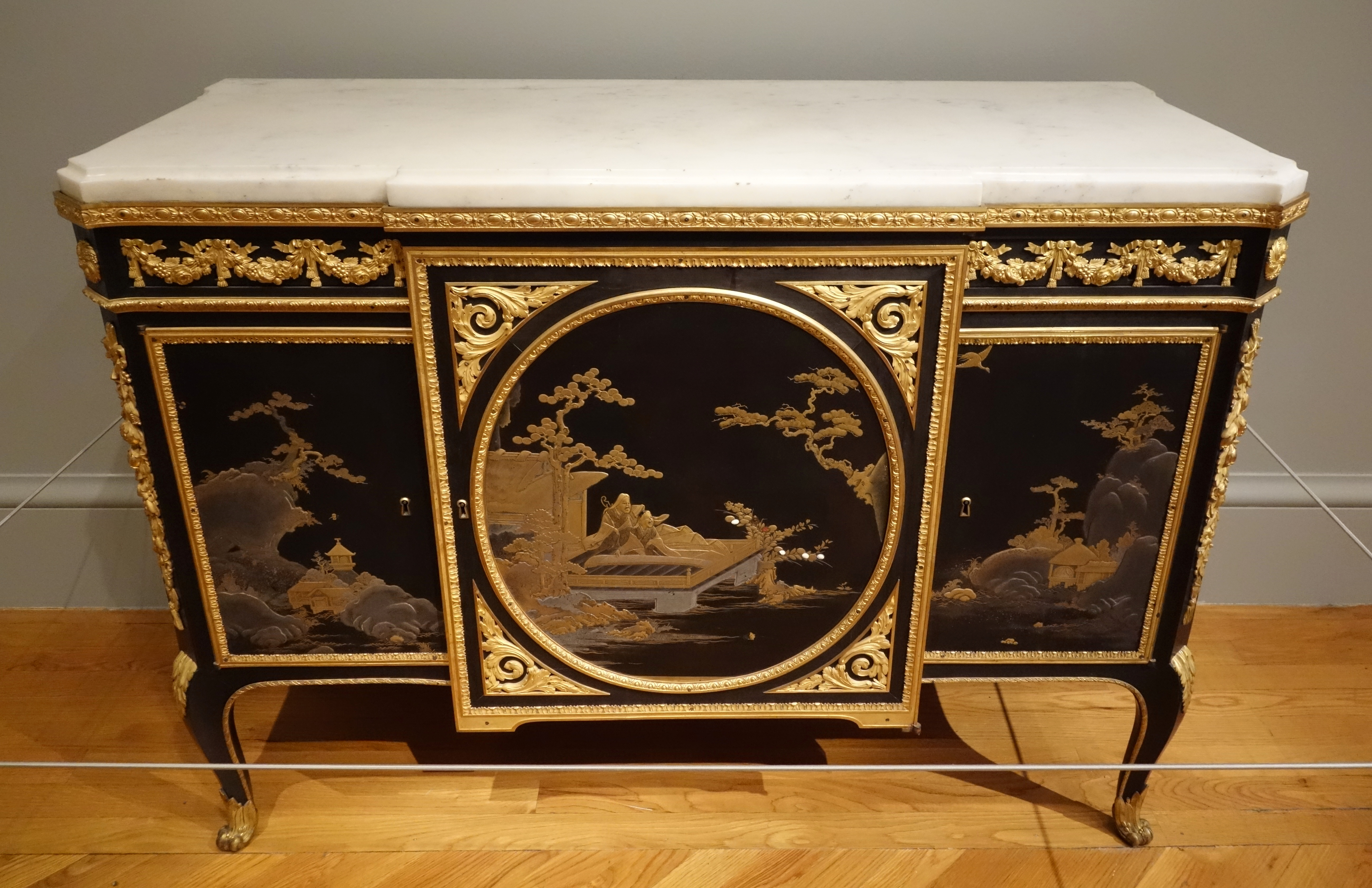
Cómoda de Martin Carlin con chapa de laca japonesa (1773)

## Lista de maestros diseñadores y creadores de muebles bajo Luis XV
- Claude Audran III (1658-1734)
- André Charles Boulle (1642-1732)
- Jean Philippe Boulle (1678-1744)
- Charles Cressent (1685-1768)
- Mathieu Criaerd (1689-1776)
- Luis Delanois (1731-1792)
- Antonio Gaudreau (1680-1746)
- Juste-Aurèle Meissonnier (1695-1750)
- Jean-François Oeben (1721-1763)
- Gilles-Marie Oppenordt (1672-1742)
- Nicolás Pineau (1684-1754)
- André Jacob Roubo (1739-1791)
- Bernardo II de Risamburgh (1730-1767)
- David Roentgen (1743-1807)